# История Корсакова
Корса́ков — один из первых двух русских населённых пунктов на Сахалине и в области в целом, учреждённых российскими мореплавателями в 1853 году в качестве военных постов. История Корсакова напрямую связана с историей раннего освоения острова, как русскими, так и японцами.Официально днём основания Корсакова является 22 сентября (4 октября) 1853 года. День города отмечается ежегодно в третье воскресенье сентября.

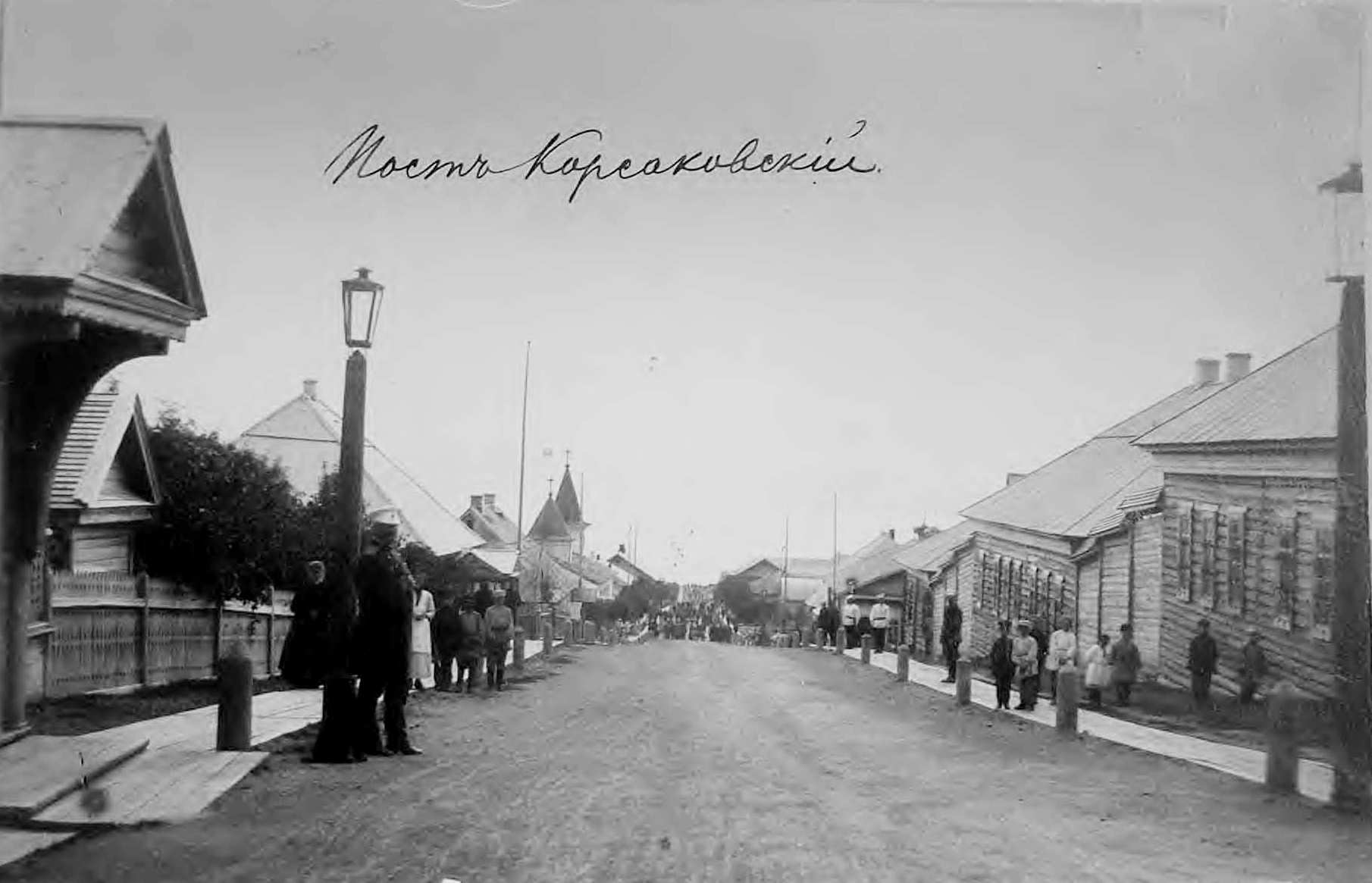
Главная улица поста Корсаковского (1894 год)

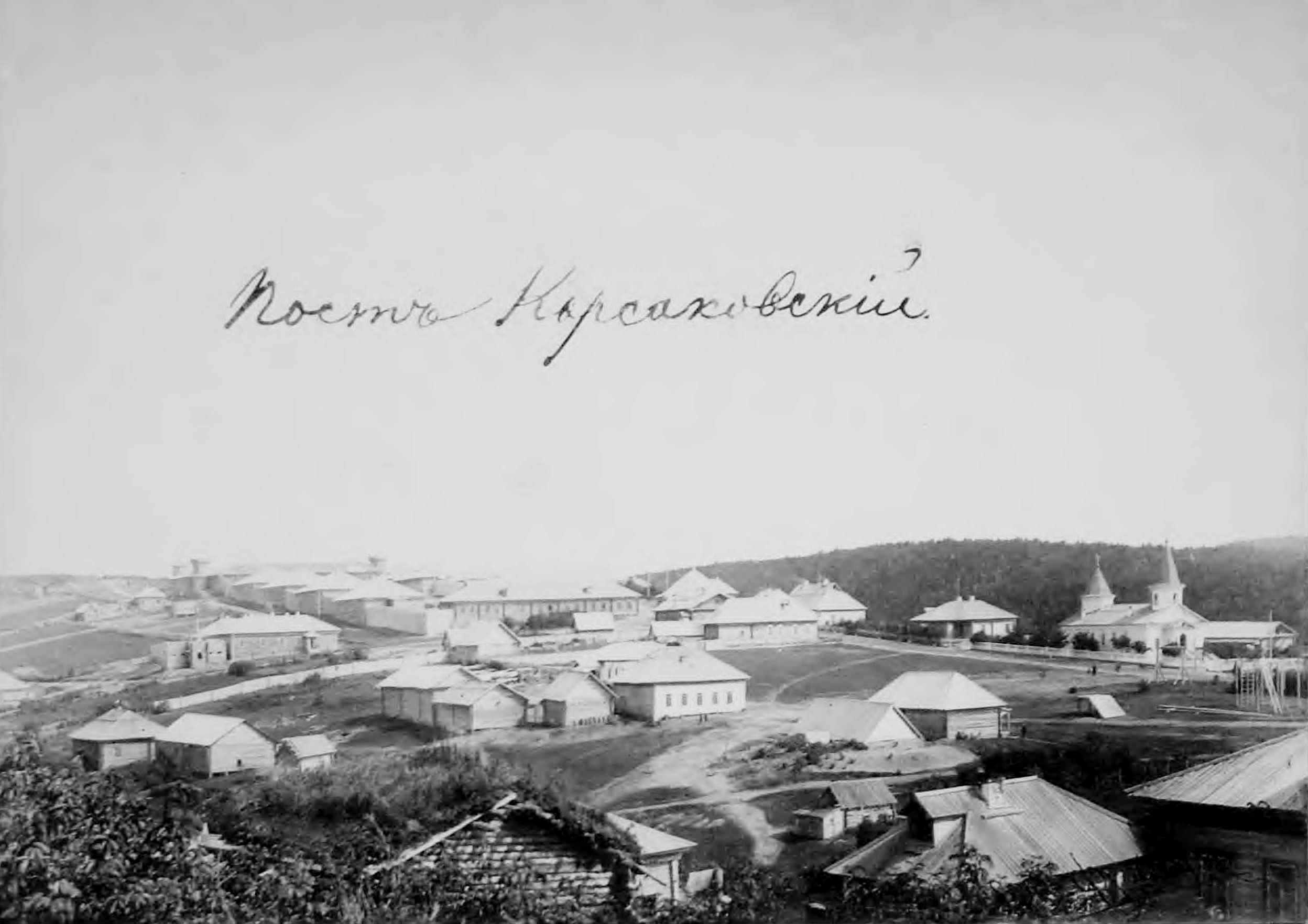
Общий вид и тюрьма поста Корсаковского (1894 год)

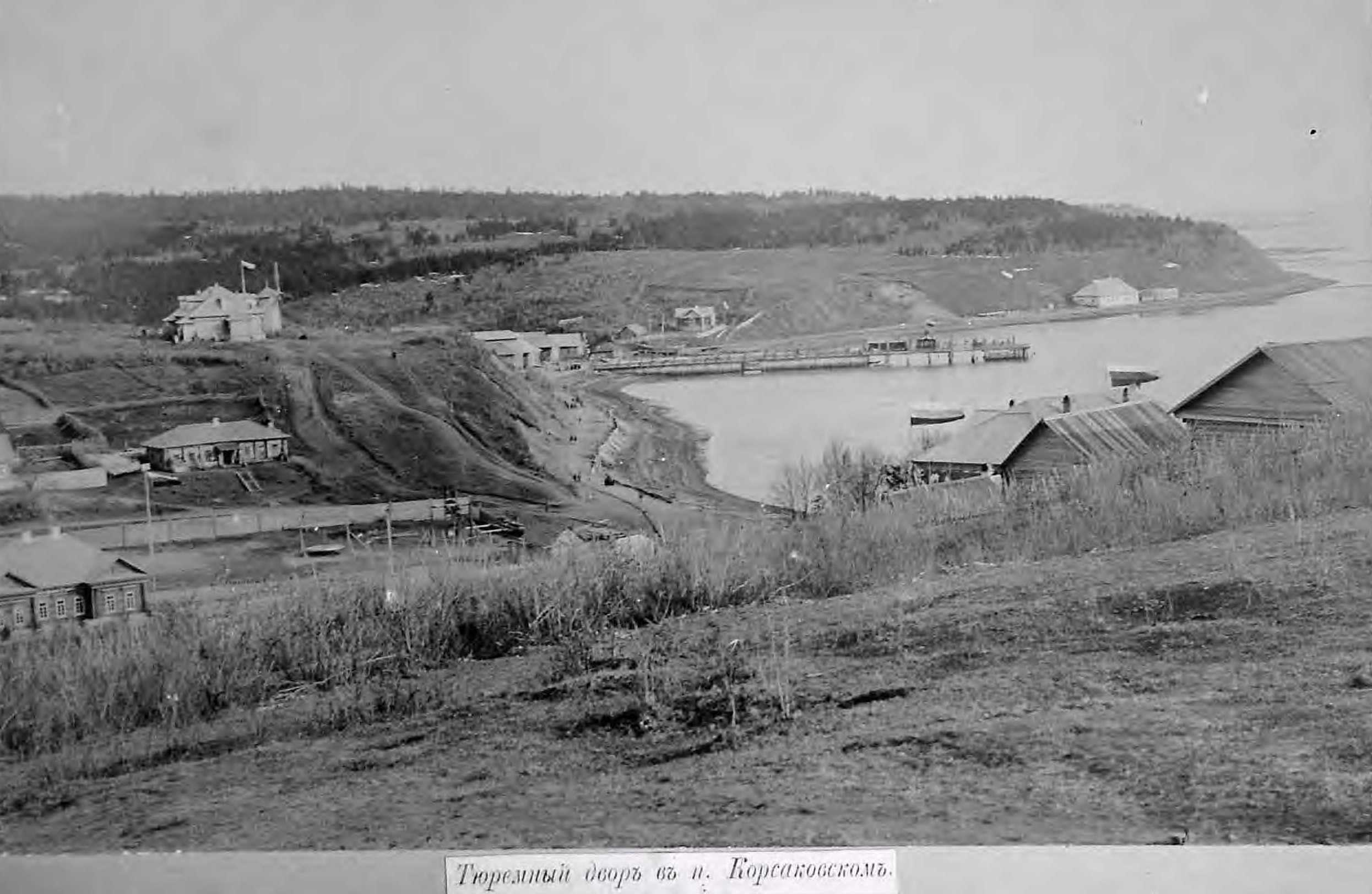
Корсаковская бухта (1894 год)

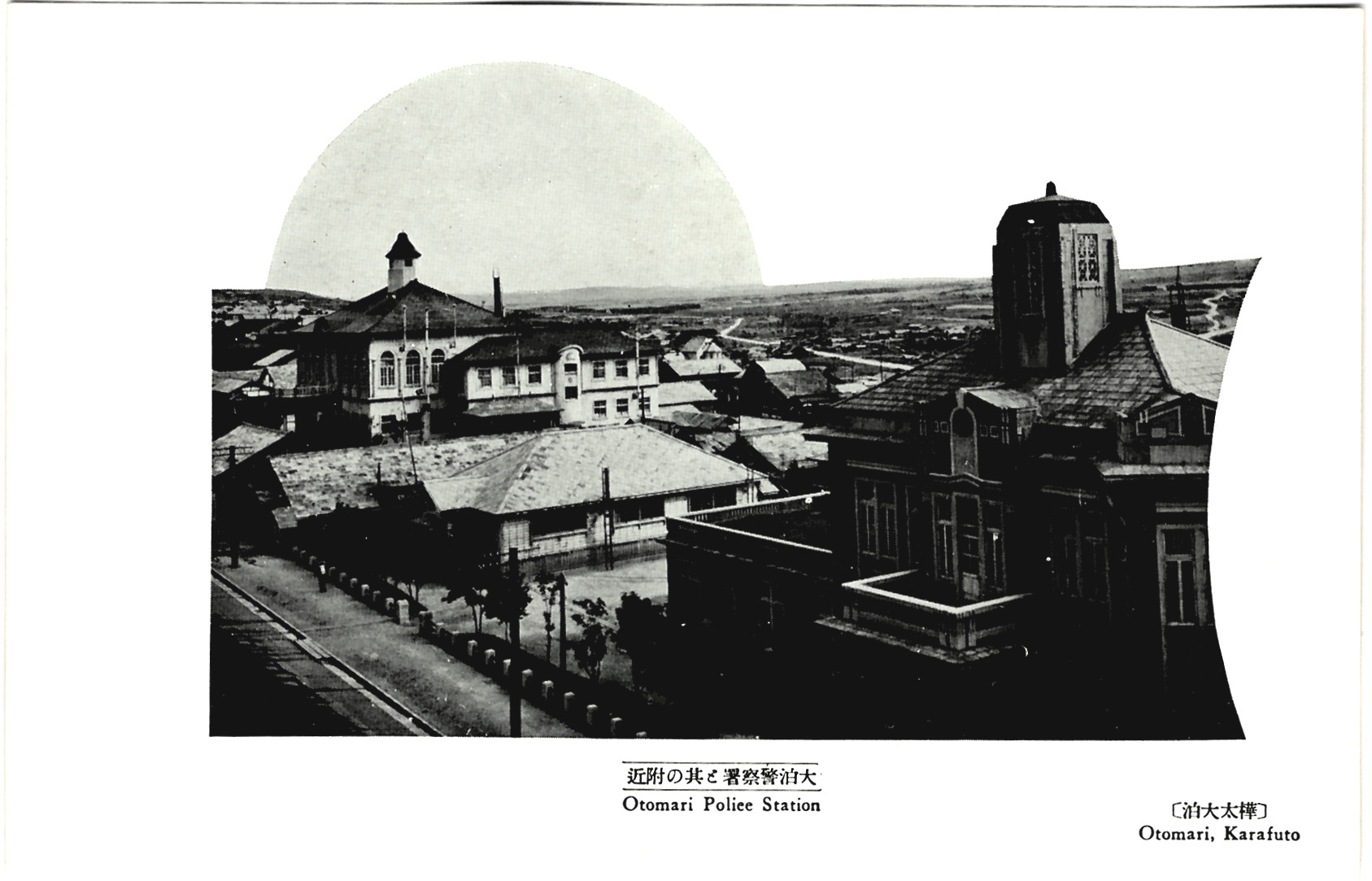
Городская управа и жандармерия Оодомари

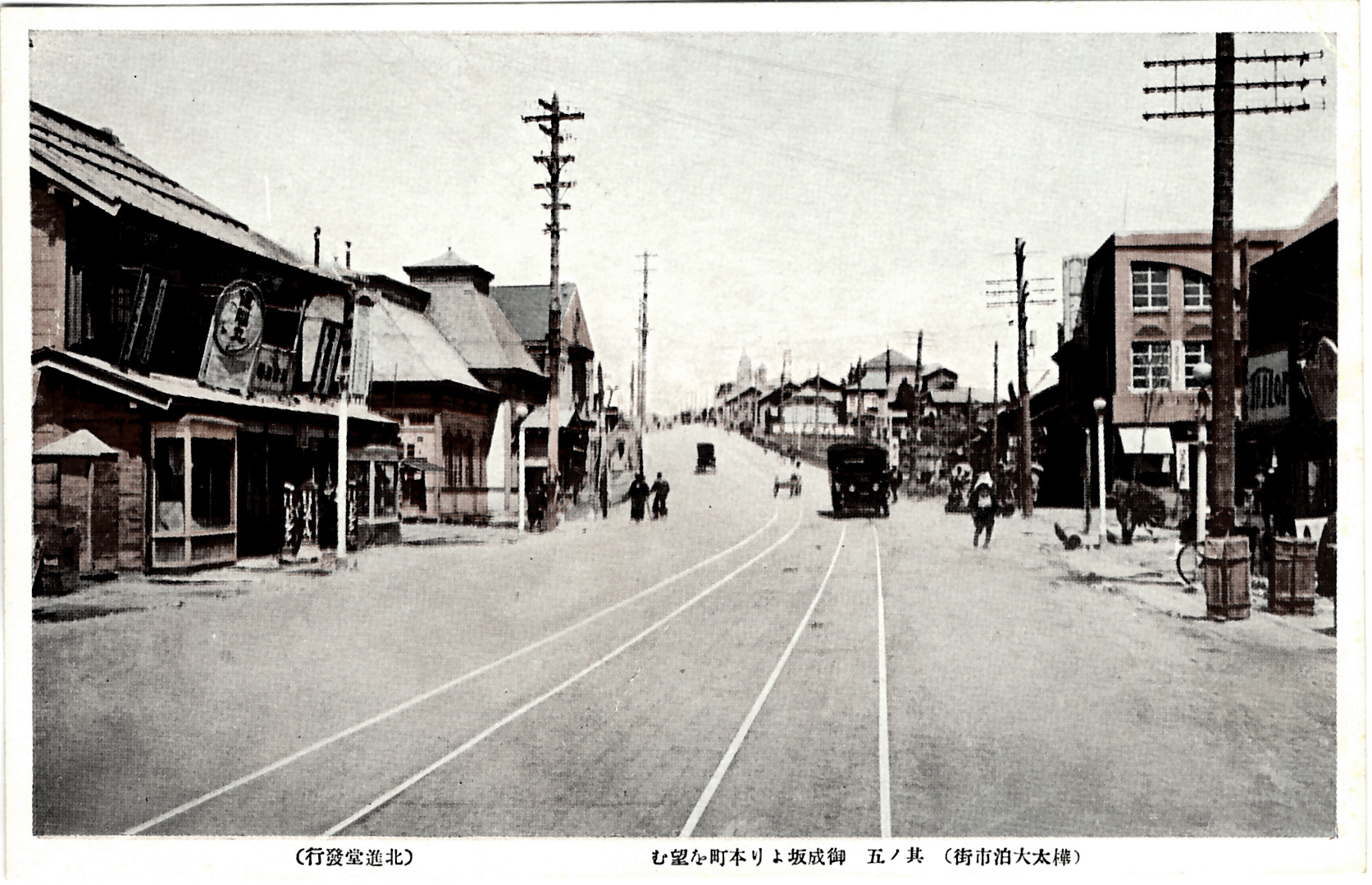
Оодомари. Район почтамта

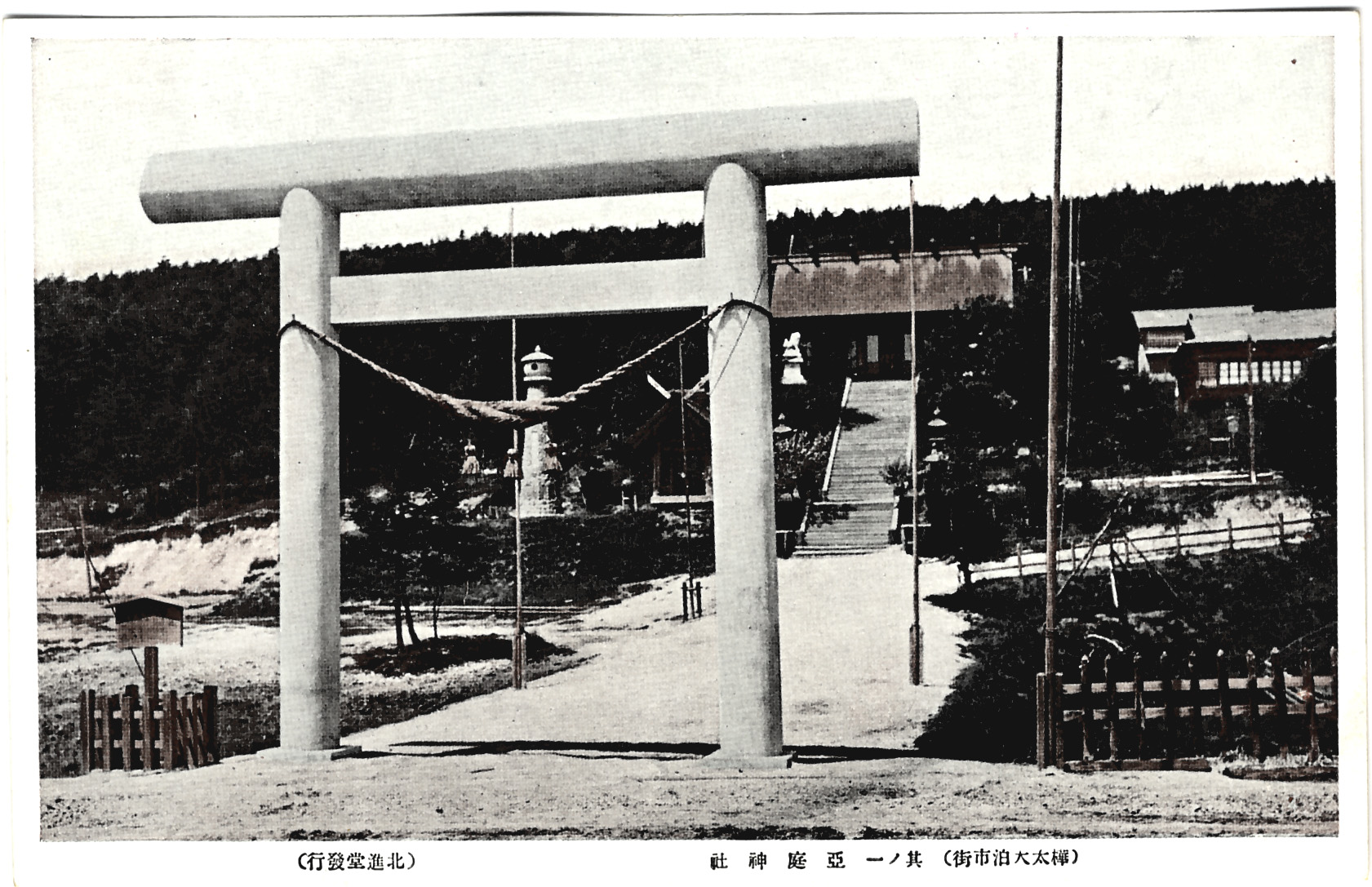
Оодомари. Храм Анива-дзиндзя

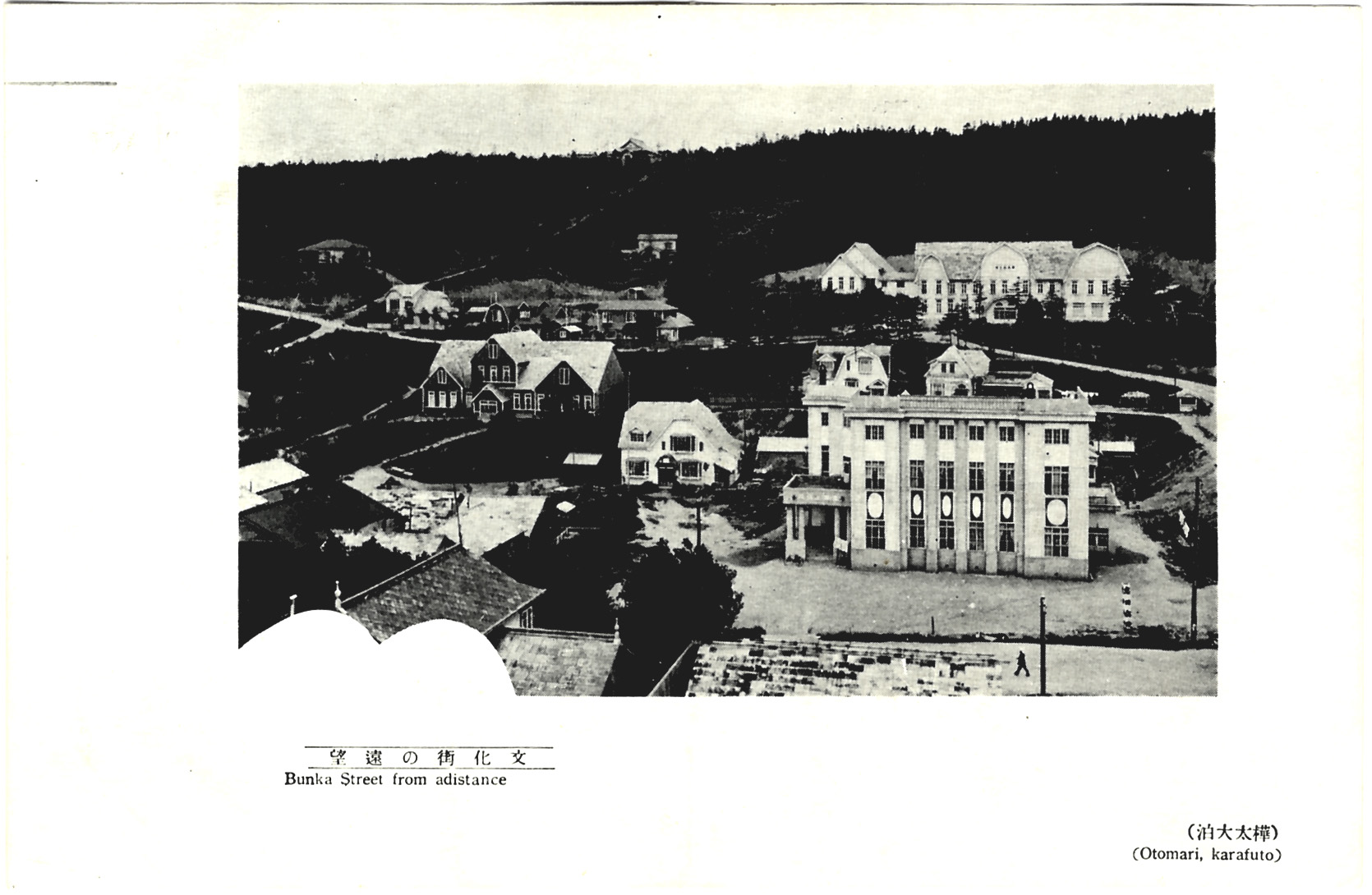
Оодомари. Вид на улицу Бунка

## Период до 1853 года
Изначально на месте будущего города располагались айнские селения, первые документальные свидетельства о которых датируются XVII веком:

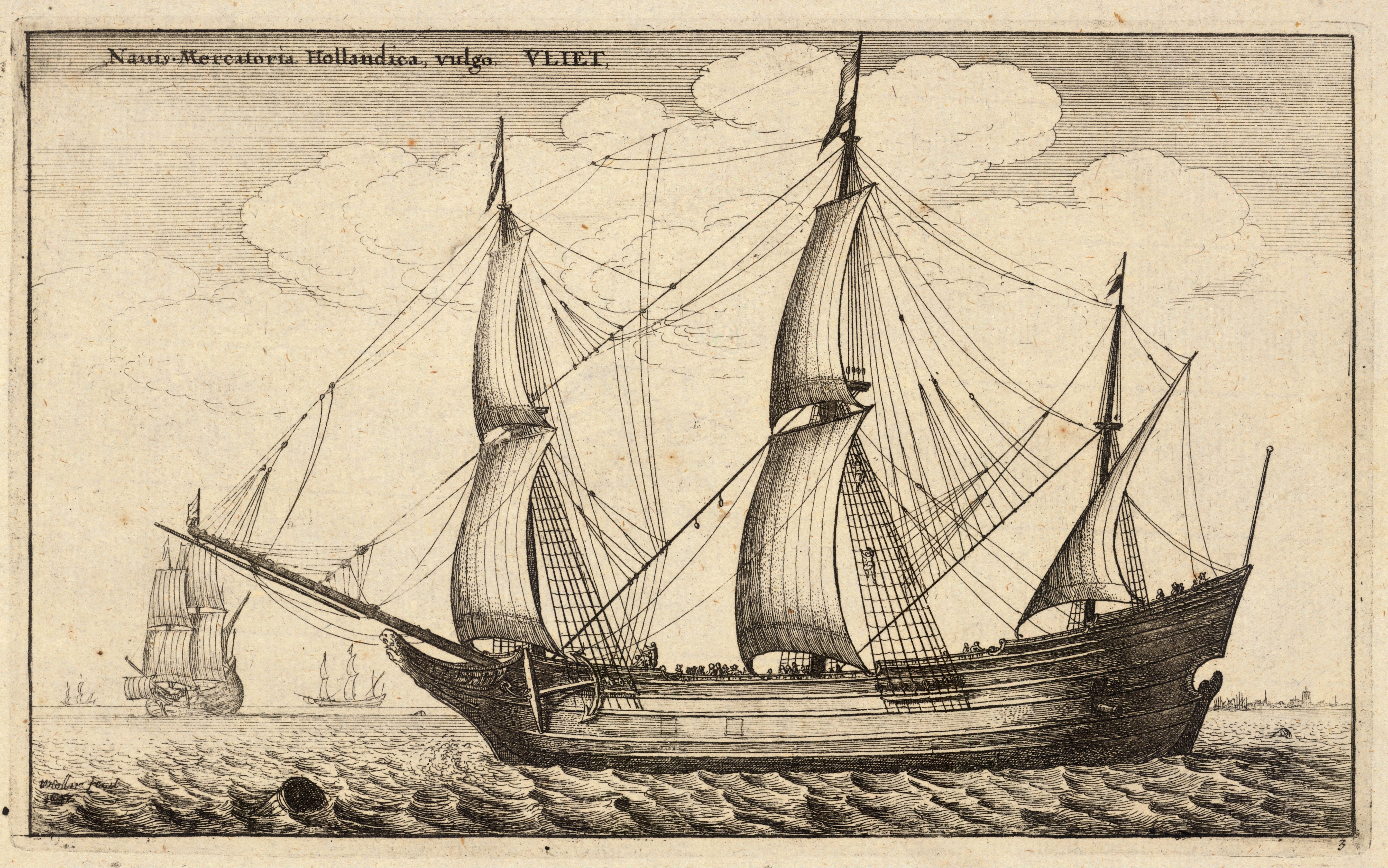
Голландский флейт середины XVII века. К этому типу принадлежал и «Кастрикум» Де Фриза

- В июле 1643 года нидерландский мореплаватель Де Фриз на судне «Кастрикум» первым из европейцев исследовал побережье Сахалина, присвоив имя заливу Анива. 16 июля 1643 года он высадился у деревни в границах нынешнего Корсакова и зафиксировал её местное название как Анива-Тамари (нидерл. Aniwa-Tamary)[4] — такое же, как у соседнего мыса и прилегающей бухты (позднее закрепился вариант «Томари-Анива»)[5][6].
- В 1679 году с Хоккайдо в поселение айнов под названием Кусункотан (Кусун-котан или Кусюнкотан, яп. 久春古丹)[7] прибыли японские самураи из клана Мацумаэ и учредили пост, просуществовавший до начала 1680-х годов[8].

Позднейшие исследования показали, что топонимы Томари-Анива и Кусункотан являются синонимичными. Из других селений в пределах нынешнего города во второй половине XIX века регулярно упоминаются Хакка-Томари (Аккатувари; Хахка-Томари; яп. ハツコトマリ; 函泊) и Поро-ан-Томари (яп. ポロアン;大泊).

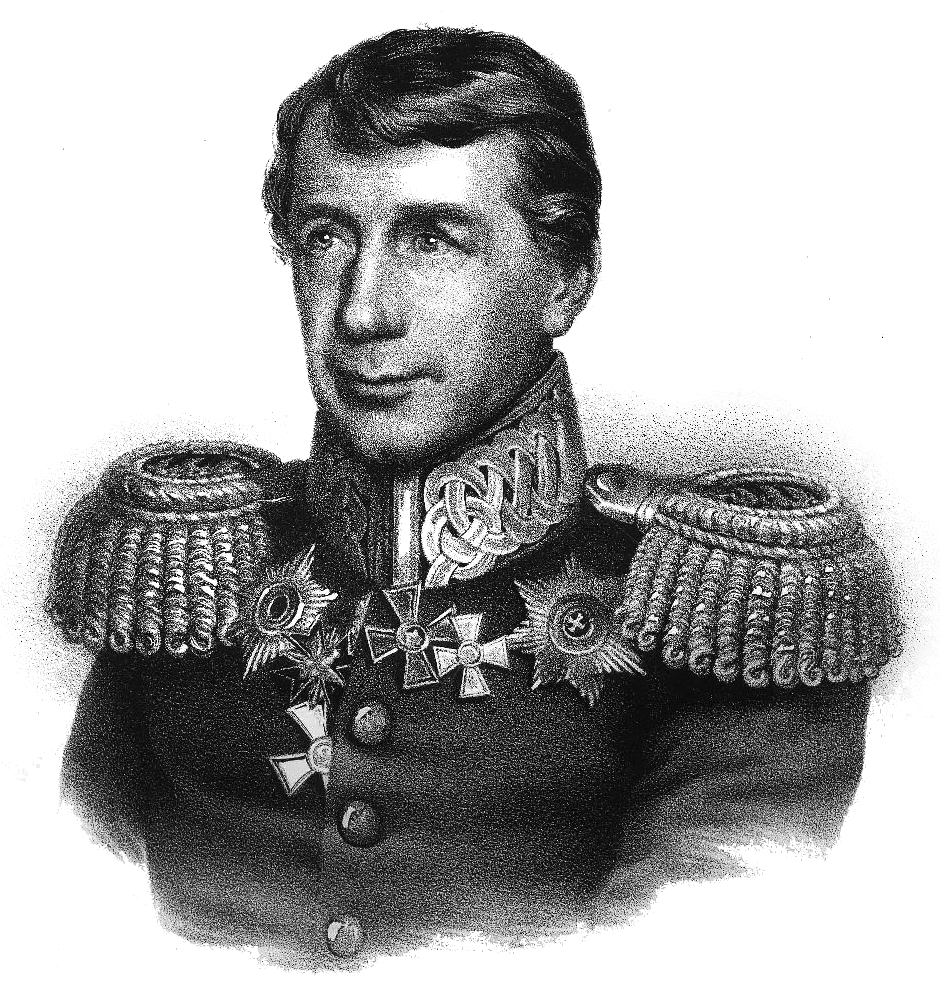
И. Ф. Крузенштерн

В 1790 году княжество Мацумаэ для организации рыболовного участка направило на остров подрядчика Мураяма Дэмбэй (яп. 村山伝兵衛), который в Кусункотане построил торговые склады, а в Сирануси — айнском селении около мыса Крильон — организовал торговую факторию. В 1800 году княжество перевело управление
Сахалином под своё прямое ведение, а практические же дела управления были вверены Сибая Тёдаю (яп. 柴屋長太夫), купцу из порта Хёго провинции Сэтцу, который в Сирануси основал торговую стоянку, а в Кусункотане — в качестве её филиала командировочный пост.
В мае 1805 года И. Ф. Крузенштерн в ходе первой русской кругосветной экспедиции на шлюпе «Надежда» посетил юг Сахалина, включая Томари-Анива, упомянув при этом два айнских селения. По его словам, одно из них, большее, обнаруженное капитан-лейтенантом М. И. Ратмановым, «вероятно есть главным местом Японской торговли, производимой ими в Анивском заливе. Он видел в нём 100 домов Аиноских и более 300 человек, занимавшихся чищением и сушением рыбы, пять малых мачтовых судов и одно большое».

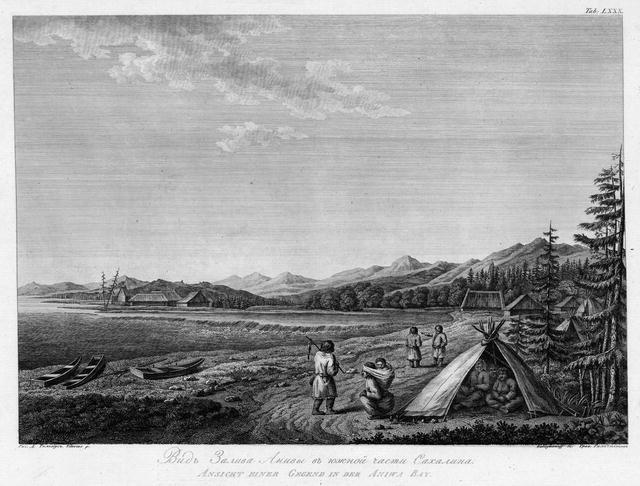
Вид залива Анива.
Гравюра Тилезиуса фон Тиленау

6 октября 1806 года бриг «Юнона» (под командованием лейтенанта Николая Хвостова) по тайному заданию графа Резанова бросил якорь в заливе Анива. Так начался первый из рейдов (в историографии известных под общим названием «инцидент Хвостова и Давыдова»), целью которых было силой заставить японские власти установить дипломатические и торговые отношения с Россией после неудачной миссии Резанова в Нагасаки. На следующий день Хвостов с командой высадился на берег и посетил одно из айнских селений «на восточной стороне губы Анива» неподалёку от Кусункотана. 8 октября Хвостов, не имея на то официальных полномочий и в нарушение секретных предписаний, данных ему Н. П. Резановым, провозгласил остров владением Российской империи, подняв на берегу военный и «купецкий» флаги. 9 октября, перебравшись в Кусункотан, который на тот момент уже являлся важнейшим рыболовным промыслом японцев на Сахалине, моряки разорили все найденные ими на берегу японские магазины и фактории, а также взяли в плен четырёх из семи сторожей клана Мацумаэ, оставшихся там зимовать. Бывшие на складах товары были частично захвачены, частично по предложению Хвостова разграблены айнами. Затем все японские постройки и запасы строевого леса были сожжены. Неделю спустя «Юнона» покинула залив и вернулась через 8 месяцев вместе с тендером «Авось» под командованием Давыдова: 3 мая 1807 года они прошли вдоль берега и сожгли в Кусункотане склады и дома.

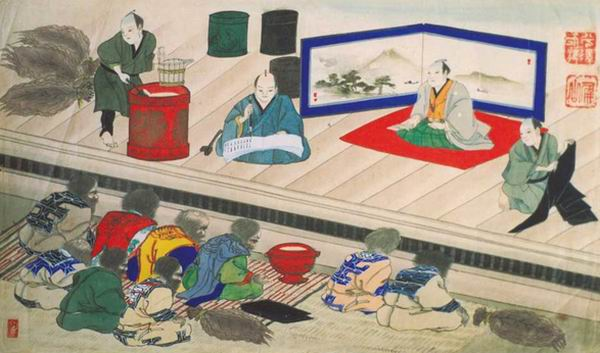
Церемония омуся
Бёдзан Хирасава. Акварель

Непосредственно с этими событиями связана так называемая «легенда о пяти матросах», придуманная адмиралом Н. В. Невельским и изложенная в его книге «Подвиги русских морских офицеров на крайнем востоке России» (издана после смерти адмирала в 1878 году) с целью обосновать «исконные» права России на Сахалин.
29 апреля 1807 года японское правительство постановило изъять под своё непосредственное управление земли Эдзо (включающие южный Сахалин и южные Курилы) из-под юрисдикции княжества Мацумаэ в связи с его неспособностью справляться с охраной территорий. Оборону Карафуто было поручено вести родам Намбу и Цугару с севера Хонсю (впоследствии этим занимались рода Айдзу и Сендай), а в Кусункотане, ставшем административном центром, разместился японский гарнизон (изначально с весны до осени, а с 1818 года клан Сендай нёс службу круглогодично). С того же периода ежегодно здесь для айнов начали проводить вассальную церемонию омуся (яп. オムシャ), в ходе которой зачитывались решения японской администрации. Под прежнюю юрисдикцию остров вернулся в декабре 1821 года. С тех пор каждую весну в конце мая княжество Мацумаэ направляло в Кусункотан очередную смену самураев для наблюдения за рыболовством и проведения церемонии омуся, в ходе которой айны «приветствовали» представителей князя и получали взамен товары. Спустя месяц, в начале июля, гарнизон отбывал в Сирануси и оттуда в конце августа возвращался на Эдзо.
8 августа 1808 года Александр I удовлетворил прошения правления Российско-Американской компании на основание сахалинской колонии в порту Анива (Кусункотан). В 1811 году в Охотске начала комплектоваться группа колонистов для отправки на Сахалин, однако из-за того, что на Кунашире японцами был пленён командир шлюпа «Диана» Василий Головнин, планы компании были приостановлены.

## Муравьёвский пост (1853—1854) и период до 1869 года
19 сентября (1 октября) 1853 года руководитель Амурской экспедиции, капитан 1-го ранга Невельской с майором Буссе и лейтенантом Рудановским, а также командой из 90 человек, на предоставленном Р. А. К. транспорте «Император Николай I» (шкипер Клинковстрём) прибыли в залив Тамари-Анива, где вечером судно встало на якорь. На следующий день Невельской, Буссе и лейтенант Бошняк переправились на берег, где их встретили айны и японцы из числа сторожей, оставшихся зимовать. Мореплаватели одарили всех подарками, после чего их пригласили в контору для взимания транспортных налогов, где Невельской сообщил японским старшинам о намерении русских поселиться в Тамари-Анива «для защиты местных жителей от американцев».
22 сентября (4 октября) 1853 года в 11 часов высадился десант. Матросы выстроились в две шеренги, пропели «Отче наш» и «Боже, Царя храни!», а Буссе поднял Андреевский флаг. Провозгласив Сахалин российским владением, Г. И. Невельской учредил военный сторожевой пост Муравьёвский, назвав его в честь Н. Н. Муравьёва — «главного деятеля и предстателя у Престола за действия наши в Восточных пределах нашего отечества». Для обустройства форпоста был выбран северный мыс в бухте Томари, где располагалось японские сараи и магазины. Буссе с Невельским договорились в Муравьёвском оставить 59 матросов и 8 наёмных работников, к которым в начале октября присоединились также 6 человек из экспедиции Д. И. Орлова.

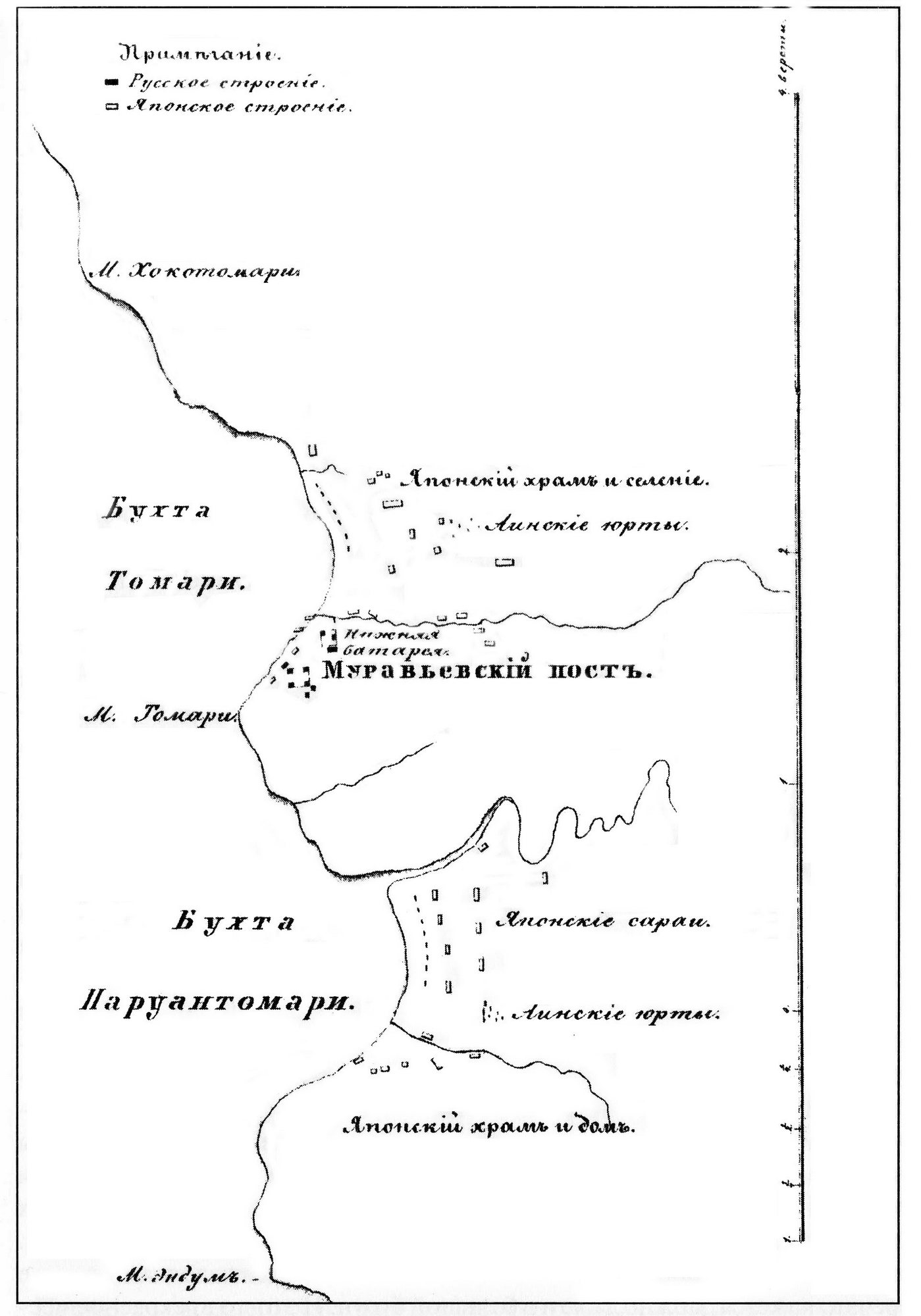
План рейда поста Муравьёвского. Съёмка Н. Рудановского (1853)

25 сентября выгрузка завершилась, вечером Невельской попрощался с сахалинской командой, передав её под начало Буссе, и ночью 26 сентября транспорт «Николай», покинув рейд, направился в Императорскую гавань. После переноса снаряжения в приобретённый у японцев пакгауз, началось строительство. У айнов было куплено множество брёвен, которые пошли на казармы, а также пекарню и кузницу (позднее айны указали места для дальнейших лесозаготовок). Для офицеров — Буссе и Рудановского — был собран флигель, привезённый из Аяна. Между строениями на верхней батарее позже были возведены стены с бойницами, а также две сторожевые башни.
30 мая (11 июня) 1854 года пост был эвакуирован в связи со вступлением в Крымскую войну против Российской империи Великобритании и Франции, чьи военные корабли крейсировали по дальневосточным водам и представляли потенциальную угрозу для русских поселений.

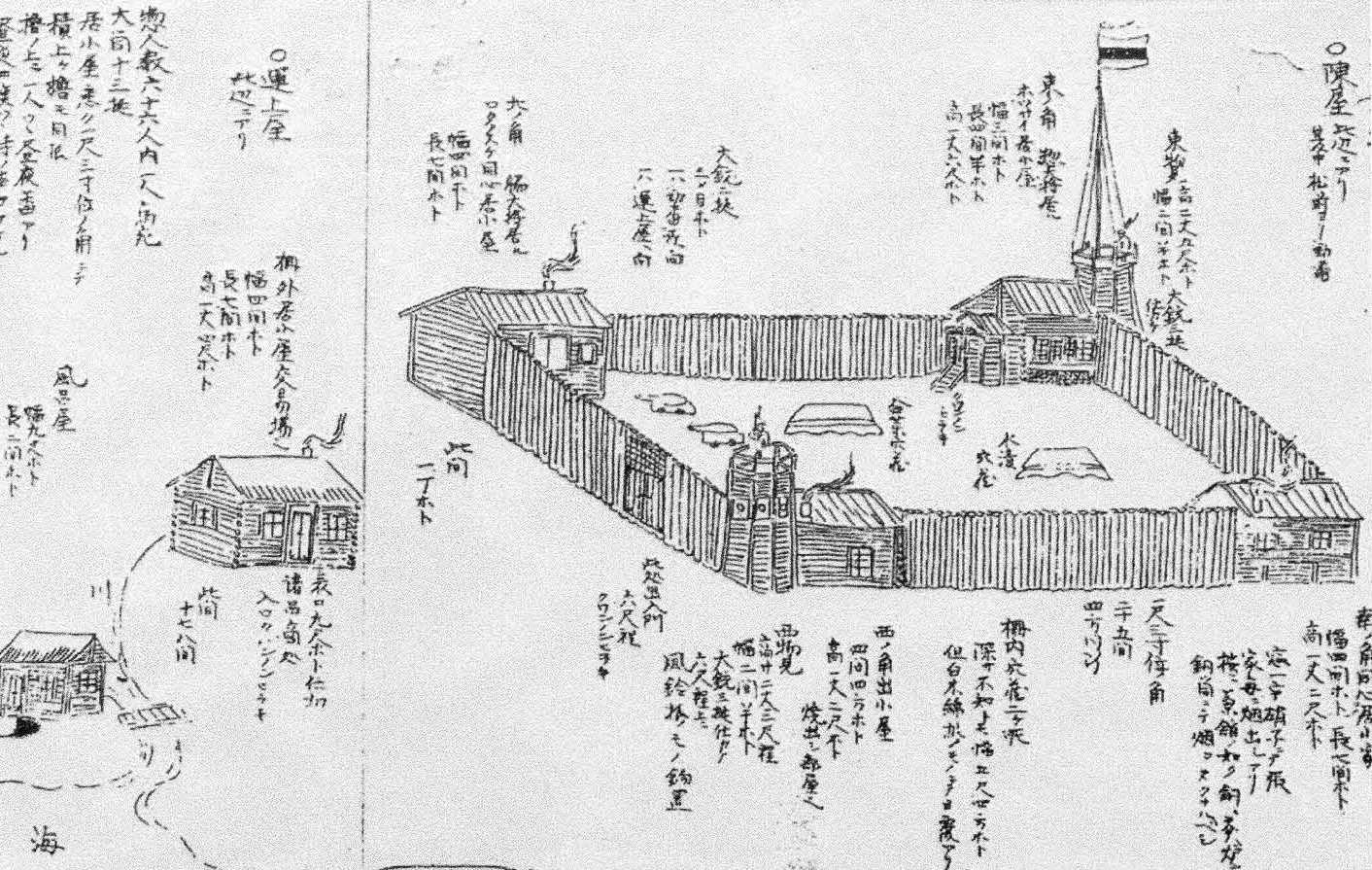
Японский рисунок Муравьёвского поста (1854)

С 1856 года японские власти возложили охрану юга острова на клан Сатакэ (яп. 佐竹), чей отряд пограничной стражи составлял не более 50 человек. В Кусункотане и Сирануси они находились только 2 летних месяца. С 1861 года к обороне Сахалина было привлечено ещё 3 княжества с поручением нести пограничную охрану попарно, меняясь через год. Тогда же отменили действовавшую до того систему солдат-резервистов из числа нарядчиков и сторожей рыбалок. В 1862 подданные одного из княжеств были отозваны для обороны Киото и нести службу продолжили оставшиеся из трёх.
18 (30) марта 1867 года в Санкт-Петербурге были подписаны «Временные правила относительно острова Сахалин», вводившие режим совместного проживания, дав свободу передвижения по острову жителям обеих стран, в том числе войскам. 20 июля 1867 года в окрестности лагуны Буссе на востоке Анивского залива прибыла шхуна «Сахалин», высадившая роту 4-го Восточно-Сибирского линейного батальона под командованием подпоручика В. К. Швана, а 29 июля в устье реки Шешкевича по приказу командира батальона В. П. де Витте был основан новый пост под названием Муравьёвский. В июле полковник де Витте также приехал в Кусункотан, где собрал айнов и разъяснил содержание русско-японского соглашения, установившего одинаковые права жителей. В свою очередь, японцы провели церемонию омуся и объяснили, что те айны, что желают и дальше принимать их покровительство, должны подать прошение местному управлению.
Весной 1868 года вернулся домой перезимовавший здесь пограничный отряд княжества Сёнай и японских вооружённых сил на острове не осталось. 1 августа в Кусункотане с зафрахтованного судна английского коммерсанта Т. Блэкистона высадилось 50 японских чиновников микадо (включая заместителя министра по делам освоения новых территорий К. Курода), военных и большая группа поселенцев. В конце октября во главе отряда из 80 подчинённых и 200 переселенцев (в основном это были собранные по Хакодате бедняки) прибыл назначенный главным администратором Сахалина Кэнсукэ Окамото (яп. 岡本監輔). Приняв дела у Синносуке Хасегава (яп. 長谷川新之助), чиновника губернаторства Хакодате, он открыл административную контору правительства Мэйдзи.

## Корсаковский пост (1869—1905)

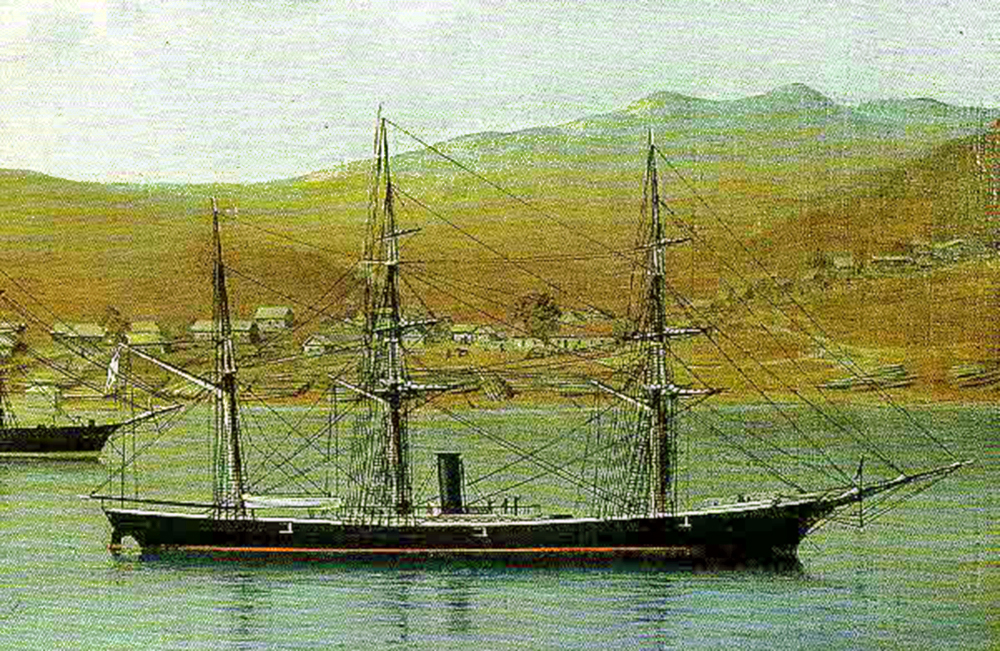
Транспорт Сибирской флотилии «Маньчжур»

В мае 1868 года сменивший де Витте на посту начальника сахалинским отрядом майор Ф. М. Депрерадович доложил военному губернатору Приморской области И. В. Фуругельму о необходимости устройства новых постов, в том числе и в Кусункотане «как центре туземного народонаселения», спустя 3 месяца уточнив, что считает необходимым «занятие селения Аккатувари в 3/4 версты к западу от селения Кусюн-Котан». В декабре Депрерадович с поручиком Шваном съездил туда и, негласно исследовав окрестности, в Аккатувари выбрал место, единственное удобное для занятия русским постом и свободное от японских строений. В мае следующего года он, уже в одиночку, на лодке совершил рекогносцировку берега на предмет высадки десанта.
20 июля (1 августа) 1869 года получивший в апреле чин подполковника Депрерадович и поручик Шван с двумя ротами 4-го Восточно-Сибирского батальона, взяв запас стройматериалов, имущества, 6 лошадей и провианта на год, из Муравьёвского поста на транспорте «Маньчжур» направились в бухту Хакко-Томари для высадки в районе Аккатувари. 31 июля (12 августа) 1869 года здесь был основан новый пост, название которого россияне упростили до «Акутувай». Вскоре однако Фуругельм распорядился присвоить поселению имя Корсаковский пост (также затем в употреблении были топонимы Корсаков, пост Корсакова и Корсаковск) в честь восточно-сибирского генерал-губернатора М. С. Корсакова.

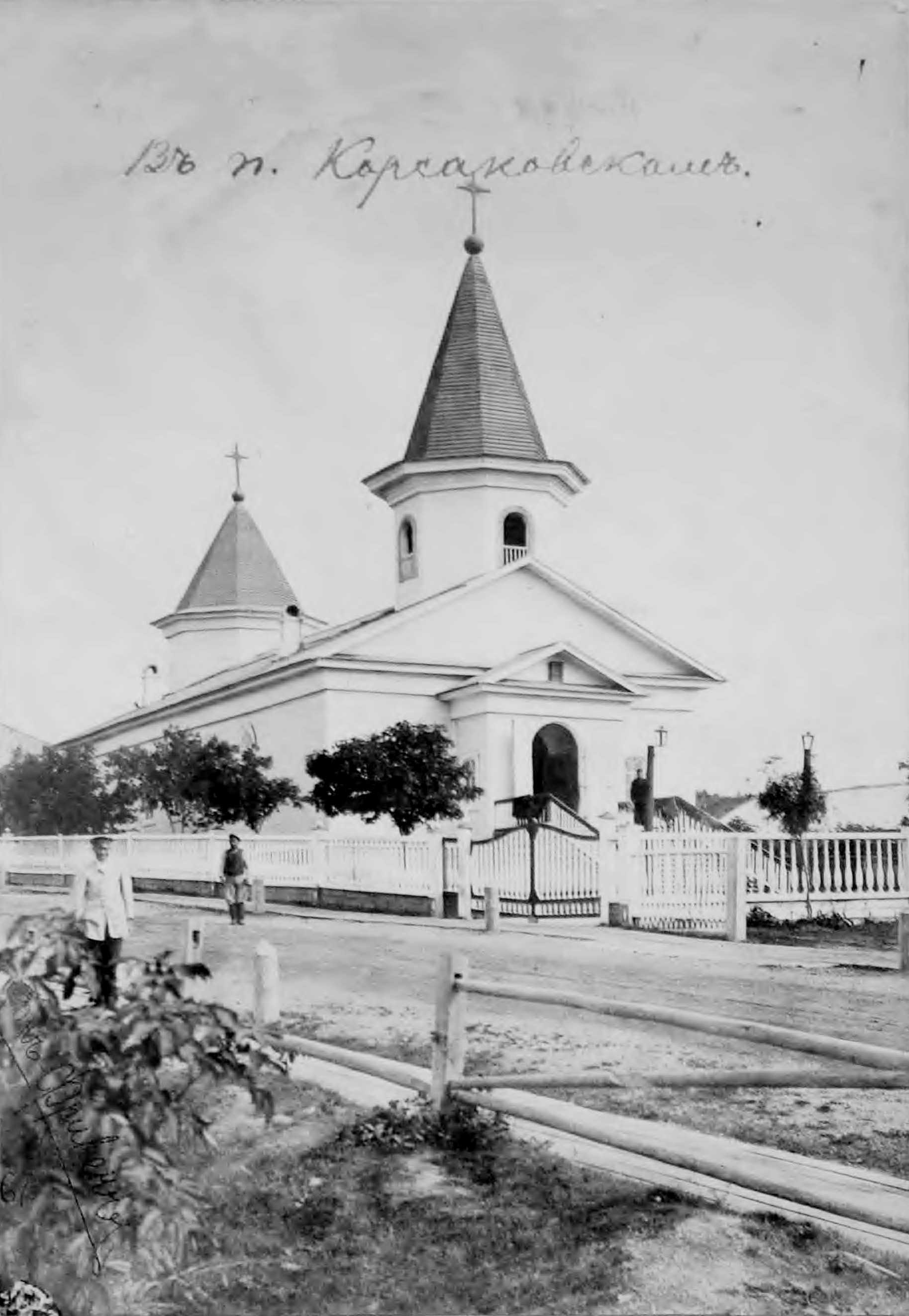
Церковь святителя Николая Чудотворца в Корсаковском посту (фото 1894 года)

В июле 1869 года администратор Окамото отправился в Токио, где доложил в правительстве о высадке русских войск и призвал к отправке японских сил. Не добившись своего, осенью он вернулся на английском судне «Янцзы» вместе с дипломатической миссией из 40 человек, а также 300 крестьянами, набранными в столице. Назначенный весной 1870 года заместителем начальника Колонизационного бюро, ответственным за Сахалин, К. Курода, изучив обстановку, предложил переключиться на освоение Хоккайдо. Несогласный с этой позицией Окамото в конце года подал в отставку.
18 (30) апреля 1869 года Александр II утвердил «Положение Комитета об устройстве каторжных работ», которым Сахалин официально определялся местом каторги и ссылки. В конце января 1870 года в центре бухты Хакко-Томари началось строительство деревянного причала размерами 60 на 3,5 м, а в мае была заложена церковь в честь святителя Николая Чудотворца. Весной того же года прибыла первая партия ссыльнокаторжных мужчин и женщин в количестве 150 человек, смотрителем которых был назначен капитан Ефанов (летом следующего, 1871 года на этой должности его сменил командир роты штабс-капитан К. В. Тяжелов). Вскоре каторжные приступили к постройке казармы, склада и кухни и «больше в тот год другими работами заняты не были». В начале 1870-х численность личного состава поста из 3 рот и взвода горной батареи составляла около 400 человек. В 1872-м сюда перевели штаб батальона. По сообщению чиновника МВД В. И. Власова, ссыльнокаторжные мужчины помещались в выстроенной ими казарме, а женщины, «за неимением особого помещения — в здании пекарни». Мужчины назначались на строительные работы в постах Корсаковском и Муравьёвском, а также на проведении дороги от Корсакова до крестьянских поселений в Такойской долине. Женщины (осенью 1871 года их насчитывалось 25 из общего числа каторжных в 100 человек) заготавливали веники, стирали бельё и мыли полы в постовых зданиях; часть назначалась в прислугу чиновникам и офицерам, а также, по выражению штабс-капитана Тяжелова, «служила необходимым предметом для удовлетворения естественных потребностей войска».
С появлением каторги ухудшилась криминогенная обстановка, что стало одной из причин оттока японского населения с Сахалина. Для поддержания общественного порядка японское Колонизационное бюро в 1872 году отправило 10 полицейских, а на следующий год ещё 15. Все они размещались в Кусункотане и выходили на патрулирование в соседние Сусую и Поро-ан-Томари. По переписи 1873 года в Кусункотане проживал 281 японец, включая сезонных рабочих, и айнов 505 человек. В марте 1874 года бюро гарантировало японским жителям Сахалина, желающим переехать на Хоккайдо, оплату проезда и подъёмные. В итоге к осени убыло 458 человек (около 90 % жителей). Одновременно были ликвидированы правительственные рыбалки и местные административные органы японцев.
25 апреля (7 мая) 1875 года был подписан Санкт-Петербургский договор, по которому Япония официально отказалась от территориальных претензий на Сахалин в обмен на Курильские острова. Согласно 6-й статье японским судам предоставлялось право посещать порт Корсаков (Кусун-Котан) «без платежа всяких портовых и таможенных пошлин, в продолжение десятилетнего срока», по истечении которого от российского императора зависело «сохранить ещё или отменить эту льготу». Также японскому правительству предоставлялось право назначить в Корсаков консула или консульского агента.
7 (19) сентября 1875 года в Корсаковский пост для «формальной передача Сахалина во владение России» прибыл начальник штаба войск Приморской области полковник Я. Ф. Барабаш, назначенный комиссаром «по приведению в исполнение Петербургского трактата», а также русский консул в Хакодате А. Э. Оларовский. В Кусункотане в присутствии местного населения и войск в 11 часов был спущен японский флаг и поднят российский. В тот же день в Корсакове открылась школа для детей солдат и крестьян. Японский уполномоченный на Сахалине Тацуцура Хасэбэ приказал всем японцам, проживавшим на острове, эвакуироваться. Дома́ Датэ и Сухара (яп. 栖原) — крупные семьи подрядчиков с Хоккайдо, занимавшиеся рыбными промыслами на юге с начала XIX века, чьё имущество и оборудование оценивалось в 480 тысяч иен, — покинули Сахалин, получив от Колонизационного бюро по 20 тысяч иен каждый. В 1876 было учреждено консульство, главной функцией которого стало обеспечение прав японских рыбопромышленников, ведущих свои промыслы у побережья Сахалина, Камчатки и в Охотском море. Там выдавались введённые японским правительством «официальные разрешения на выход в море», в результате уже в том году японских рыбаков на 16 островных рыбалках насчитывалось 530 человек (в 1882 году — уже 1500). Консульство было построено в Кусункотане (на территории нынешнего Покровского монастыря по ул. Окружной).

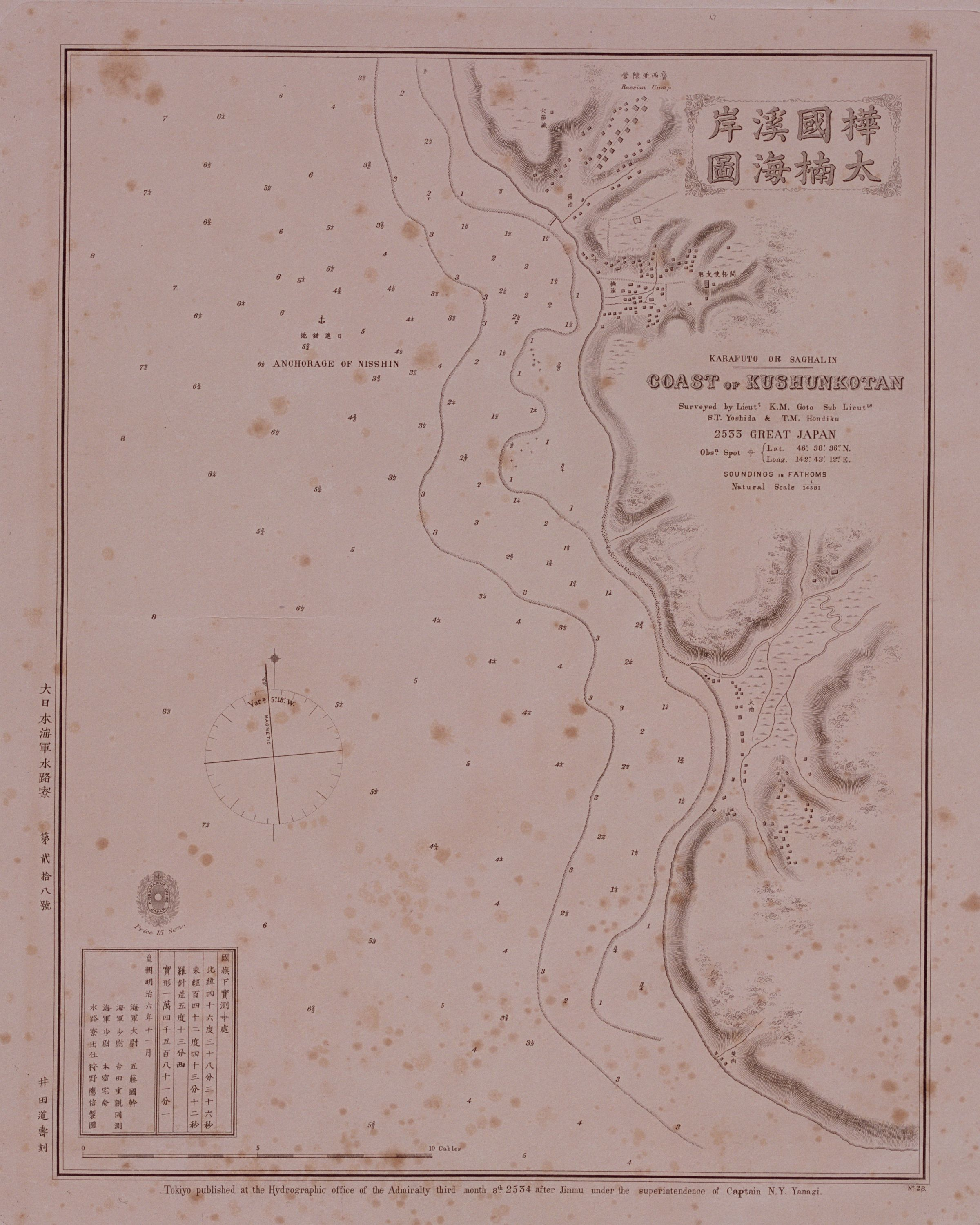
Побережье Кусункотана (японская карта 1873 года)

В сентябре 1875 года вступило в действие «Временное положение о военном и гражданском управлении на о. Сахалин». Были сформированы органы новой администрации, а территория острова поделена на 2 округа: Северо-Сахалинский и Южно-Сахалинский. Начальником последнего (с местопребыванием в посту Корсаковском) был назначен командир 4-го Восточно-Сибирского линейного батальона майор Рябиков. С 1879 года проходила регулярная доставка ссыльнокаторжных кругосветным путём судами «Добровольного флота»: 2 раза в год в порты Корсакова и Александровска доставлялся очередной «сплав» (партия) пополнявших местные тюрьмы и поселения. Тогда же начался вывод войск на материк (остались только местные команды). 13 (25) мая 1880 года было утверждено положение «О штатах управления каторжными тюрьмами на о-ве Сахалине». Оно предусматривало строительство трёх новых тюрем: Александровской, Тымовской и Корсаковской. В 1882 году была проведена дорога длиной 3 версты, связавшая окружным путём Кусункотан и Поро-ан-Томари. Новым «Положением об управлении о. Сахалином» от 15 (27) мая 1884 года Сахалинский отдел Российской империи был поделён на 3 округа (соответствовали уездам): Александровский, Тымовский и Корсаковский.

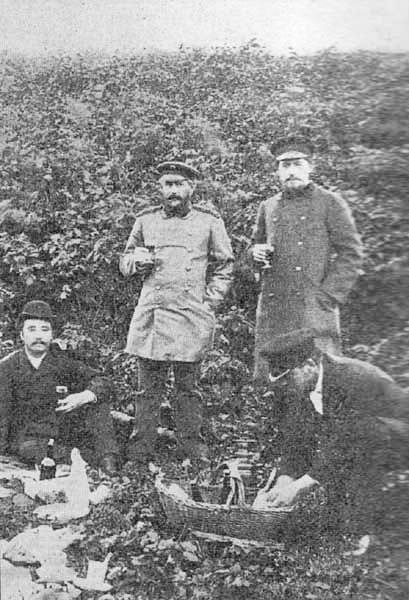
А. П. Чехов, И. И. Белый и японский консул на пикнике в октябре 1890 года

В 1886 году японские рыбопромышленники объединились в «Ассоциацию сезонных рыбопромышленников на Сахалине», одна из контор которой открылась в Корсакове. Прибыв на остров, они должны были руководствоваться правилами, составленными консулом Кудзэ. Перед началом промысла японским рыболовным судам надлежало зайти в Корсаков, заплатить установленные пошлины и сборы, после чего получить от начальника порта лицензию на промысел. В том же году было основано русское поселение в соседнем с Корсаковским постом Поро-ан-Томари.
9 (21) ноября 1887 года в ходе экспедиции по поиску шхуны «Алеут» в пост Корсаковский заходил корвет «Витязь» под командованием капитана 1-го ранга С. О. Макарова, встречать который на шлюпке вышли начальник округа надворный советник И. И. Белый, начальник воинской команды подполковник Слепушкин и заведующий тюрьмой Тимченко.
12 (24) сентября 1890 года на пароходе «Байкал» в Корсаковский пост прибыл А. П. Чехов. В своей книге «Остров Сахалин» он написал следующее:

Пост имеет с моря приличный вид городка, не сибирского, а какого-то особенного типа, который я не берусь назвать; основан он был почти 40 лет назад, когда по южному берегу там и сям были разбросаны японские дома и сараи, и очень возможно, что это близкое соседство японских построек не обошлось без влияния на его внешность и должно было придать ей особые черты. <…> Лежит он в пади, которая и теперь носит японское название Хахка-Томари, и с моря видна только одна его главная улица, и кажется издали, что мостовая и два ряда домов круто спускаются вниз по берегу; но это только в перспективе, на самом же деле подъём не так крут.
— 1894Полный текст произведения
В Корсакове писатель снял комнату у секретаря полицейского управления Степана Фельдмана, познакомился с начальником округа И. Белым, смотрителем тюрьмы (с 1888 года) майором Шелькингом и др., а позже с японским консулом Кудзе (Кудзехара) и его секретарём С. Йоноскэ (с 1895 — консул). Проведя около месяца в работе и насыщенных поездках по югу острова, в ночь на 14 октября Чехов отправился на пароходе «Петербург» во Владивосток.
В первой половине 1890-х пристань была перенесена южнее — в Кусункотан, ближе к устью одноимённой речки (сейчас ручей Безымянный) — и расширена. 1 (13) ноября 1896 года начала наблюдения местная метеорологическая станция.
Летом 1896 года в пост прибыл французский броненосец «Алжир» (фр. Alger) под командованием И. Э. Буте (фр. Hippolyte Aimé Boutet), тепло встреченный населением и солдатами. Экипаж сошёл на берег и несколько дней провёл в гостях. С корсаковского рейда судно снялось 14 августа.
В 1897 году в посту побывал журналист Влас Дорошевич, который свои впечатления изложил позднее в книге очерков «Сахалин» (1903).
В июле 1898 года, следуя на пароходе «Космополит» из Владивостока на Камчатку, пост посетил американский горный инженер Вашингтон Бэйкер Вандерлип, позднее посветивший впечатлениям о своём пребывании в Корсаковске главу в книге «В поисках сибирского Клондайка» (англ. In search of a Siberian Klondike, 1903).

### НачальникиКорсаковского округа
- Янцевич, Владимир-Карл Наполеонович (9.06.1881—23.09.1883)
- Белый, Ипполит Иванович (1884—1893)
- Вологдин, Иван Сергеевич (18.05.1893—1.08.1897)
- Савримович, Георгий Александрович (1.08.1897—1899)
- Звягин, Михаил Андреевич (11.08.1900—1.07.1906)[84]

### Японские консулы (заместители консула) в Корсаковском посту
- Нарутоми, Сэйфу (яп. 成富清風, с 28.03.1876)
- Хадзимэ Кобаяси (яп. 小林端, с 1.04.1879)
- Кудзехара (яп. 久世原, с 10.04.1883)
- Йоносукэ, Судзуки (яп. 鈴木陽之助, с 20.07.1895)
- Мику, Футакути (яп. 二口美久, с 6.11.1900)
- Номура, Мотонобу (яп. 野村基信, с 12.06.1901)[85]

### Во время русско-японской войны (1904—1905)
Близость Корсаковского поста к Японии и выгодное положение делало его и южную часть острова вероятным объектом японских операций, а единственная удобная для перевозки всяческих грузов грунтовая дорога (длиной около 90 вёрст) шла от поста до Найбучи (проложена в период с 1885 до зимы 1887 года). До 1903 года плана обороны Сахалина не существовало, так как военный губернатор острова Ляпунов считал правильным не держать там войск, для нужд каторги обходясь лишь тюремной стражей МВД. В июле 1903 года военный министр Куропаткин командировал на Сахалин комиссию с целью разработки планов укрепления Александровского и Корсаковского постов. К декабрю было представлено 2 проекта, а позже согласованный третий, который к началу русско-японской войны 27 января 1904 года осуществлён не был, потому решили на месте ограничиться постройкой полевых укреплений.
28 января (10 февраля) 1904 года была объявлена мобилизация войск на Сахалине, но из таковых там имелись только местные команды (в том числе Корсаковская). 29 января повелением дальневосточного наместника было начато формирование добровольных дружин по 200 человек каждая (с массовым привлечением ссыльно-каторжных за счёт обещанных льгот). В Корсакове располагалось 4 дружины и конный отряд, которыми командовали прибывшие в марте-апреле офицеры (к лету под предлогом разных причин многие дружинники уволились и личный состав сократился вдвое). В конце февраля здесь была сформирована батарея из 4-х лёгких орудий, а в октябре был развёрнут резервный батальон 4-ротного состава, однако из-за проблем с комплектованием к началу боевых действий летом 1905 года в нём было лишь две роты по 40 бойцов. На вооружении имелось также 4 пулемёта, снятых в январе 1904 года с транспорта «Уссури».
7 (20) августа 1904 года в заливе Анива русский крейсер «Новик», шедший в Корсаковский пост для пополнения запасов угля, был атакован японским крейсером «Цусима» и принял бой, в ходе которого получил ощутимые повреждения. В ответ он нанёс противнику подводную пробоину и тот вышел из сражения для ремонта. Командир «Новика» капитан 2-го ранга М. Ф. Шульц, получив данные радиоперехвата о приближении бронепалубного крейсера «Титосэ», приказал затопить свой корабль и в 23:30 он лёг на грунт около Корсакова, а 53 человека из команды присоединились к обороне Сахалина. Утром 8 августа 1904 года в 7 верстах от берега японский крейсер обстрелял затопленный корпус, а также российский пост (повреждения в последнем были незначительны и обошлось без людских потерь). Из снятых с «Новика» двух 120мм- и двух 47мм-орудий, лейтенантом Максимовым была построена береговая батарея. В марте 1905 года ещё два 47мм-орудия были приспособлены для перевозки и к ним был прикреплён взвод под командованием и. о. военного прокурора капитана Стерлигова.

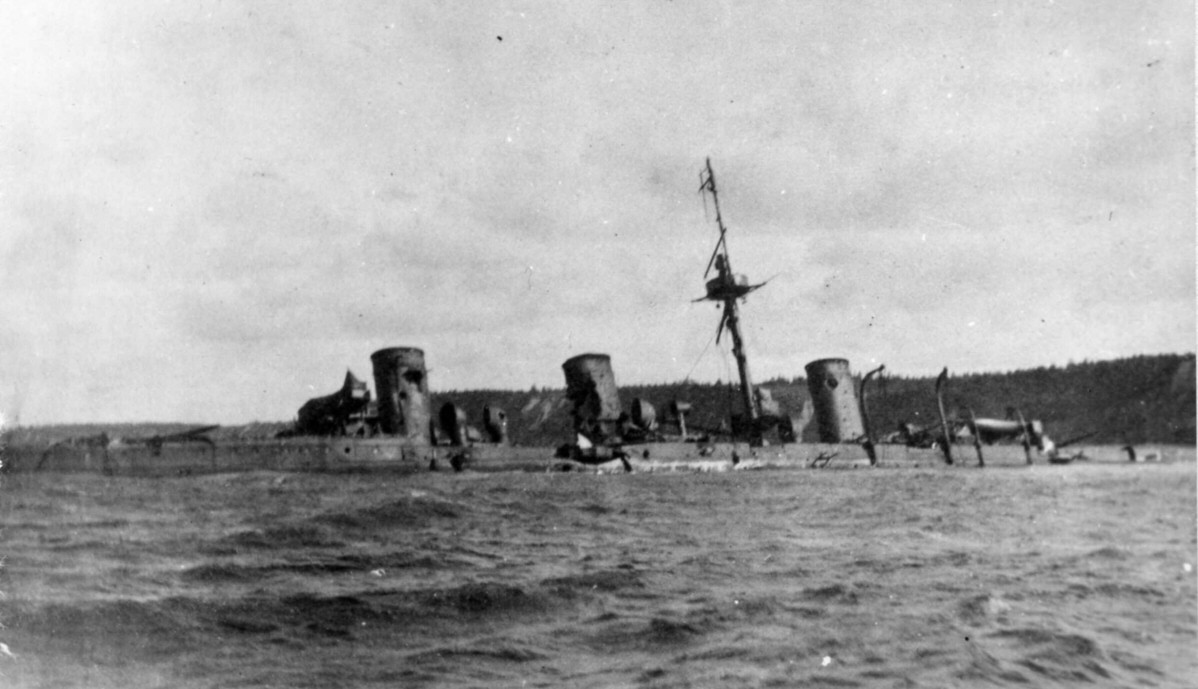
Крейсер «Новик», затопленный в августе 1904 года около Корсаковского поста

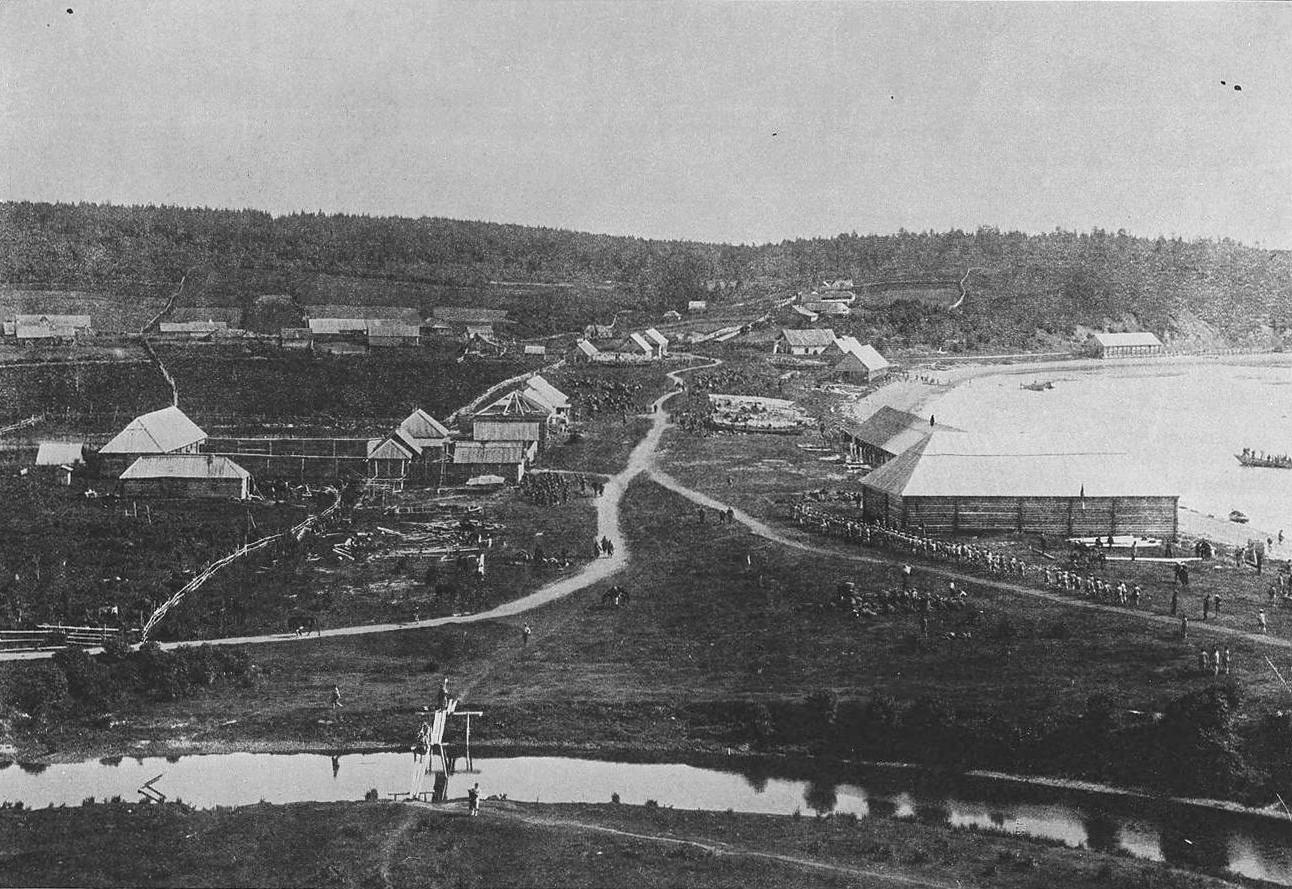
Деревня Поро-ан-Томари
8 июля 1905 года

В январе 1905 года генералом Ляпуновым Корсаковскому отряду было предписано из-за слабости войск Южного Сахалина при высадке японского десанта на берегу упорного сопротивления не оказывать, а сразу переходить к партизанским действиям. 24 июня (7 июля) 1905 года под прикрытием двух судов между сёлами Мерей и Савина Падь (сейчас Нечаевка) началось японское вторжение. С целью задержать противника при продвижении к Корсаковскому посту, чтобы успеть сжечь в нём склады, здания и пристань, 3-я дружина и артиллерия заняли позиции у Поро-ан-Томари, а две роты встали резервом на маячной горе. В 14:50 из-за мыса Эндума показались миноносцы, между ними и береговой батареей лейтенанта Максимова завязалась упорная перестрелка. В 17 часов весь пост был в огне и обороняющиеся стали отходить к Соловьёвской позиции. К 25 июня (8 июля) 1905 года Корсаков был занят японцами.

## Японский период (1905—1945)
23 августа (5 сентября) 1905 года согласно условиям Портсмутского мирного договора территория южного Сахалина отошла к Японии. Центром гражданского управления Карафуто на протяжении первых трёх лет был Корсаковский пост. Из-за пожаров он сильно пострадал и одним из немногих уцелевших зданий оказался дом бывшего смотрителя Корсаковского округа, в который и переехали новые власти во главе с бывшим советником японского МИДа Киитиро Кумагаи. 1 декабря 1906 года открылось железнодорожное сообщение между постом и русским селом Владимировка, куда был запланирован в дальнейшем перенос «столицы» японских владений на острове.

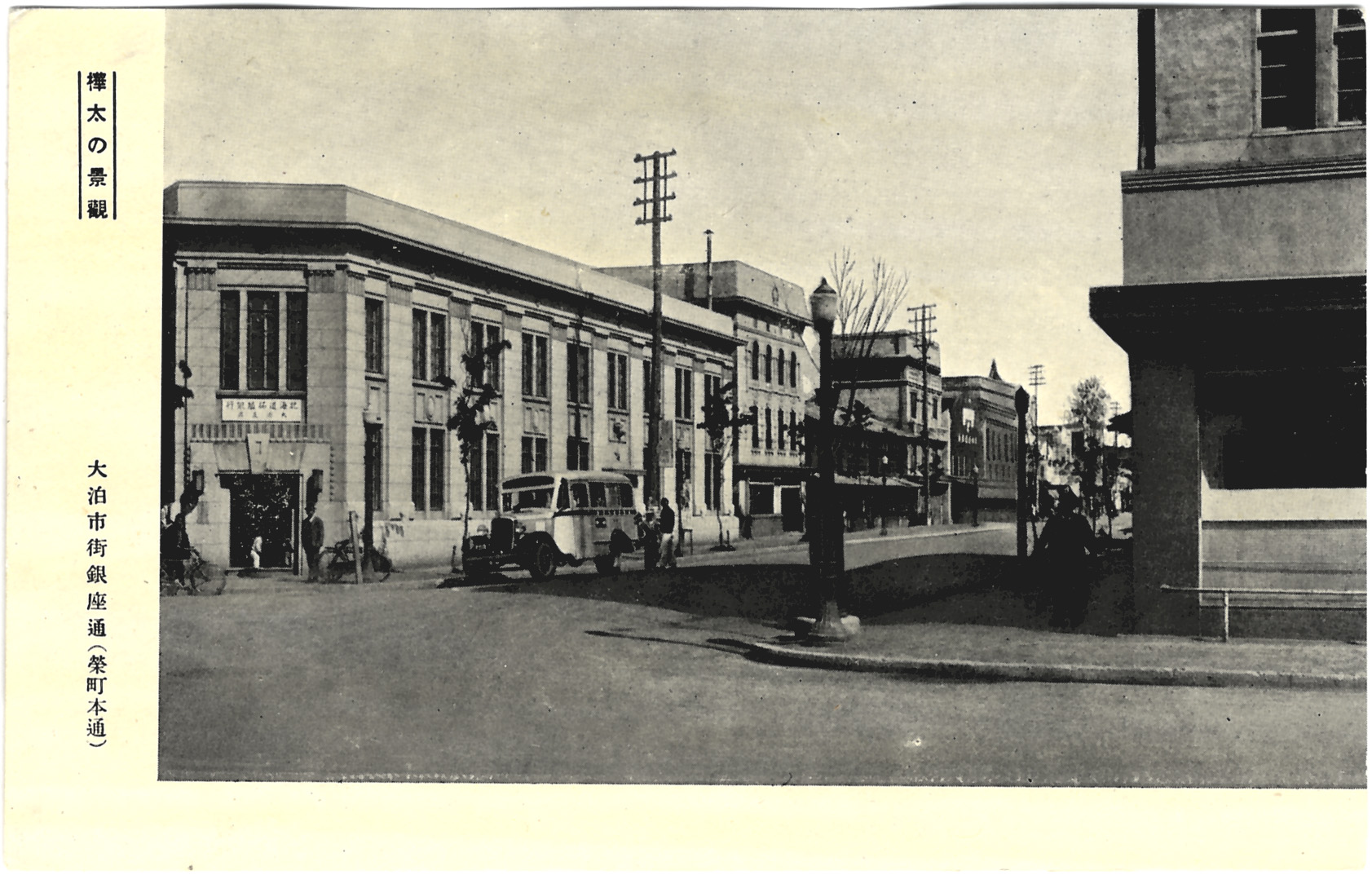
Оодомари. Торговый район Сакаэ-мати

14 марта 1907 года Карафуто получил статус губернаторства и был поделён на три округа, в том числе Корсаковский. В том же году в его административном центре была введена в строй железнодорожная линия, соединившая вдоль берега Корсаков (яп. コルサコフ; включающий бывший Кусункотан) и соседний посёлок Поро-ан-Томари, где в тот период началось строительство порта. 31 марта 1908 года они были объединены в общее поселение, получившее название Оодомари (大泊, Ōtomari, Отомари). 23 августа, вскоре после назначения губернатором Садатаро Хираока, административный центр региона был перенесён во Владимировку, ранее переименованную в Тоёхару.
1 мая 1912 года в Оодомари начались занятия в первой на Карафуто мужской гимназии. Располагалась в районе нынешней улице Зелёной, а с 1918 по 1939 год при ней работал Центр подготовки учителей начальных классов. В августе 1925 года школу посетил принц-регент Хирохито, будущий император Японии. Первая на острове женская гимназия (с четырёхлетним обучением) открылась также в Оодомари — 6 октября 1915 года.
В 1914 году компанией «Одзи Пэйпер» в Оодомари был открыт первый на острове целлюлозно-бумажный завод. В 1917 году начал работу завод по производству агар-агара. В 1920—1928 годах в порту был построен причал для кораблей с железобетонным мостом-платформой длиной 257 м (функционирует по сей день). 1 мая 1923 года было открыто паромное сообщение с городом Вакканай на острове Хоккайдо.
В 1929 году построено здание отделения «Хоккайдо Такусёку Банк» (яп. 北海道拓殖銀行).
Указом Министерства колоний от 1 июля 1929 года губернаторство было разделено на 7 округов (яп. 支庁) и Оодомари стал центром одного из них, при этом получив статус посёлка 1 класса (яп. 一級町), что соответствует понятию малого города или городка. При сокращении административных единиц Карафуто до 4-х в апреле 1943 года он вошёл в качестве уездного центра в состав Тойохарского округа, но прежний его городской статус был сохранён.
В ходе Южно-Сахалинской операции советско-японской войны утром 25 августа 1945 года корабли Северной Тихоокеанской флотилии прибыли в Отомари и в 6:00 началась высадка десанта. Через два часа к городу с севера подошли части 113-й стрелковой бригады. Гарнизон противника и личный состав военно-морской базы (3400 человек) без сопротивления сложили оружие и в 10:00 утра капитулировали. Ещё до начала военных действий и в ходе их японское командование и гражданские власти Отомари весь наиболее годный и мощный самоходный флот использовали для частичной эвакуации населения и вывоза ценностей на Хоккайдо. Накануне, 24 августа 1945 года, взяв на борт около 4500 пассажиров, в Вакканай ушёл и грузо-пассажирский ледокол «Соямару», работавший на этой паромной линии с 5 декабря 1932 года.

### Мэры Отомари (1922—1936)

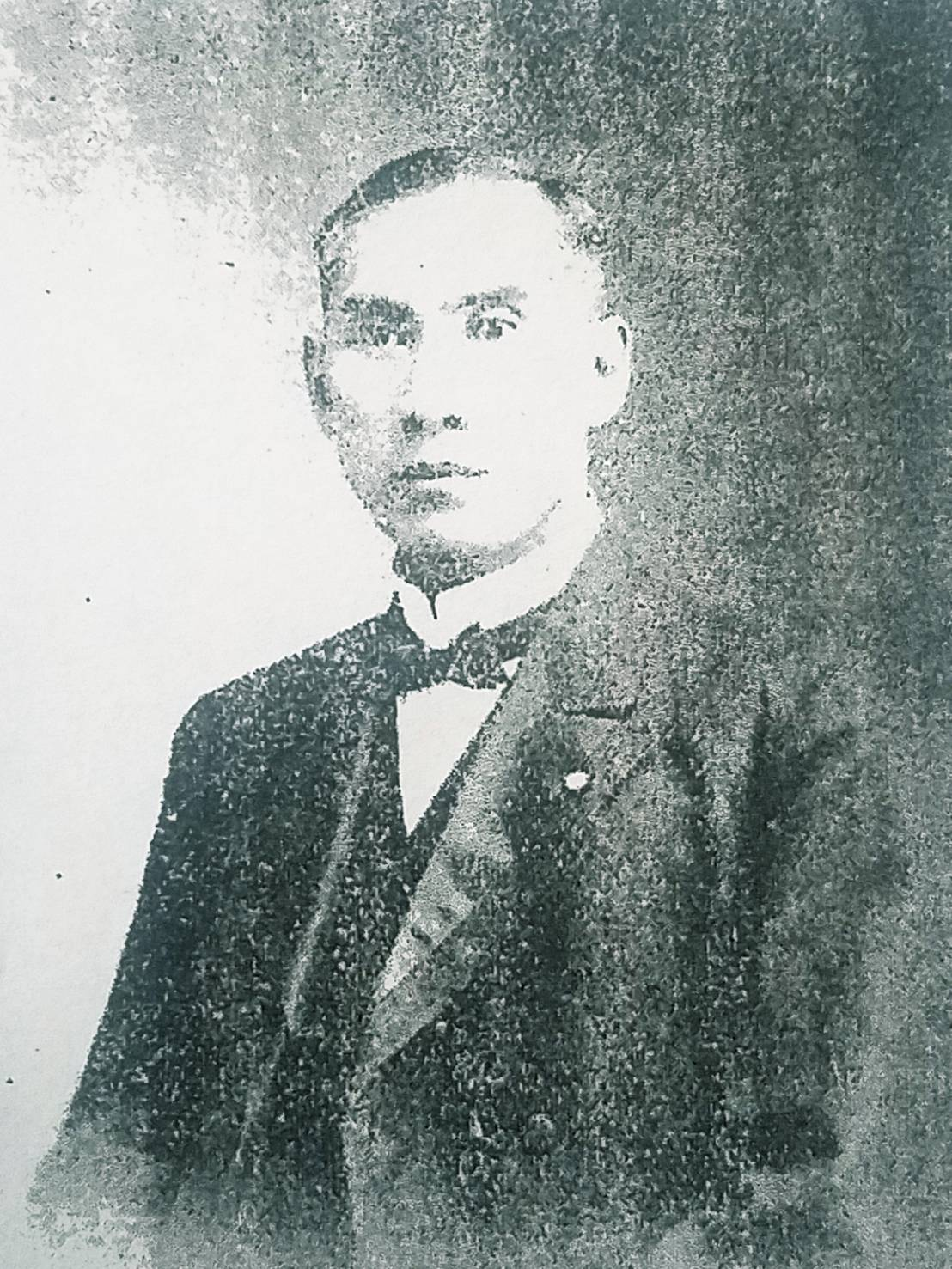
Дзюнмацу Ооно

- Ооно, Дзюнмацу[яп.] (яп. 大野 順末; 31.03.1922 — 1 8.01.1924)
- Такахаси, Сё (яп. 高橋 昌; 18.01.1924 — 7.06.1925)
- Ооно, Дзюнмацу (7.06.1925 — 30.09.1927)
- Маруяма, Иконосукэ (яп. 丸山 郁之助; 30.09.1927 — 24.09.1929, с 30 июня исполнял обязанности)
- Ооно, Дзюнмацу (24.09.1929 — 6.01.1930)
- Ириэ, Нориотто (яп. 入江 矩夫; 23.01.1930 — 20.06.1932)
- Мацуо, Коодзи (яп. 松尾 鉱治; 20.06.1932 — 14.10.1935)
- Иосикава, Хэйхати (яп. 吉川 平八; 9.01.1936 — ?)[105]

## Послевоенный период (1945—1949)

Военный регулировщик около японского банка в Отомари (1945)

### 1945 год
24 сентября 1945 года приказом командующего 2-м Дальневосточным фронтом М. А. Пуркаева на юге Сахалина образованы 11 районных и 15 городских управлений по гражданским делам (в связи с недостатком кадров в 1946 году городское управление Отомари находилось в подчинении районного). Проект приказа был утверждён членом ГКО А. И. Микояном, который в сентябре посетил юг острова (в том числе Отомари). Для переселенцев с материка в порту был открыт приёмно-переселенческих пункт (аналогичный — в Маоке). Приказом Наркомата внешней торговли СССР № 339 от 17.12.1945 года в Отомари открыт таможенный пост, ставший центром таможенной службы на Сахалине и Курильских островах. В декабре на базе японских предприятий был организован Отомаринский рыбокомбинат (в 1946 году переименован в Корсаковский).

### 1946 год
В 1946 году Указом Президиума Верховного Совета СССР от 2 февраля была образована Южно-Сахалинская область в составе Хабаровского края. Тогда же СНК принял постановление «О выдаче временных удостоверений и прописке японского населения на Южном Сахалине». В соответствии с ним в марте-апреле была проведена документация всех проживающих японцев и корейцев, а с мая началась выдача удостоверений и прописка. Приказом № 72 Южно-Сахалинского облуправления по гражданским делам от 22.02.1946 «Об административном делении Южно-Сахалинской области» Отомари вместе с другими 5 населёнными пунктами был выделен в город областного подчинения. Указом Президиума Верховного Совета РСФСР от 05.06.1946 Отомари переименован в Корсаков и закреплён его статус как города областного подчинения. Официально утверждалось, что название дано в честь капитана шкуны «Восток» В. А. Римского-Ко́рсакова.
23 февраля на базе национализированных предприятий создан спиртово-водочный завод № 2. В марте построена жаровня производительностью 1 тонна хлеба в сутки, а с 1 сентября введена в строй хлебопекарня (с 1948 года, с переходом в систему Главхлеба, носит название хлебокомбинат).
4 августа приказом министра морского флота СССР № 935 образован Корсаковский морской торговый порт. 30 августа образован Корсаковский городской суд (возглавил И. Г. Тихонов). В сентябре открылись кинотеатры «Моряк» на 400 мест и «Прибой» на 600 мест.
В двухэтажном здании японской школы по улице Школьной открыта русскоязычная средняя школа, в дальнейшем получившая №1. Там же  некоторое время размещались корейская и вечерняя школы. Кроме того, при ней был открыт интернат, в котором проживало 48 учащихся.

### 1947 год
В начале января открылся учебный комбинат Восточно-Сахалинского госрыбтреста (первоначально велись занятия в группах подготовки судоводителей и мотористов, рассчитанной на 3 месяца), а также промтоварный коммерческий магазин, имевший 4 отдела (мануфактурный, трикотажный, обувной и парфюмерный). 9 февраля жители города, распределённые по 3 участкам Южно-Сахалинского избирательного округа № 177, приняли участие в выборах в Верховный Совет РСФСР II созыва (единственным кандидатом был И. И. Байков). С 1 марта начал свою деятельность исполком городского Совета депутатов трудящихся, Председателем которого был назначен В. С. Волков, до этого возглавлявший городское гражданское управление.
7 апреля того же года организован Корсаковский лесхоз, 14 июня создана гужтранспортная контора, а 29 октября открыт первый в городе детский сад, получивший название «Сказка» (через 10 лет переехал в новое каменное здание по ул. Краснофлотской). 30 августа открыта центральная городская библиотека. Тогда же было принято решение о передаче зданий бывших японских храмов предприятиям и организациям города. В частности на улице Окружной: дом 54а — под штаб и клуб погранкомендатуры, дом 48-а — для размещения городской больницы, 38а и 34а — для Дальвоенморстроя. 1 сентября начала работу школа рабочей молодёжи. В октябре состоялся первый пленум горкома ВКП(б), на котором первым секретарём был избран П. М. Михайлов.
В декабре  открыты русскоязычные начальные школы, которым были присвоены №2 (в приспособленном одноэтажном деревянном здании по улице Солнечной), №3 (в здании японской начальной школы по улице Окружной) и №4 (в одноэтажном здании японской школы по ул. Школьной; к 1949 году преобразована в семилетнюю). 21 декабря избран Корсаковский городской Совет в составе 72 депутатов.

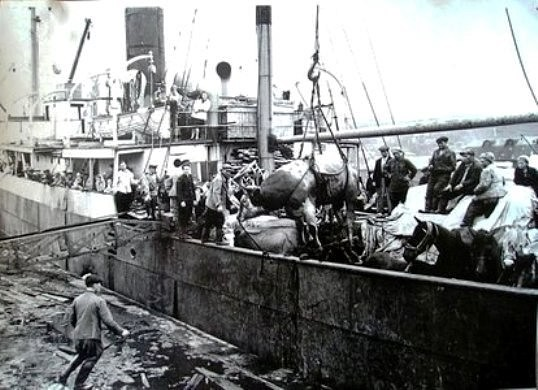
Прибытие в Корсаковский порт переселенцев с материка

### 1948 год
В феврале в Корсакове организовано местное радиовещание. С 23 марта 1948 года начала выходить городская газета «Победа» (прекратила издание в 1956 году), а 1 апреля на месте бывшей японской образована пожарная часть города Корсакова. В мае в торговом порту создано спортивное общество «Водник». 30 июня начала работу фабрика картонных ящиков (гофрированной тары).
В первом полугодии после капитального ремонта открыты поликлиника и инфекционная больница на 50 коек, а в сентябре в здании бывшего костёла — родильный дом на 40 коек (на углу Краснофлотской и несуществующей ныне улицы Пушкина). Начато строительство горбольницы с паровым отоплением. На улице Свердлова построено двухэтажное деревянное здание для начальной школы, получившей № 5.

### 1949 год
В начале 1949 года вступила в строй гостиница на 85 мест. Открыт дежурный бакалейный магазин и гастроном в центре города. В августе открыта детская библиотека. Начато строительство кирпичного завода.
1 октября распоряжением Главного управления МПВО МВД СССР от 30.09.1949 № 11/6/1301 был организован штаб местной противовоздушной обороны г. Корсакова. В октябре Указом Президиума Верховного Совета РСФСР за выслугу лет и безупречную работу награждены: М. А. Сетвина, заведующая Корсаковским гороно — орденом Ленина; Е. А. Мамаева, учительница начальной школы №5 г.Корсакова — медалью «За трудовое отличие».
В течение года в начале улицы Советской для офицерских семей построено 4 двухэтажных каменных дома.

## 1950-е годы

### 1950 год
В 1950 году образован Корсаковский мясокомбинат (с 1966 — пищекомбинат; в 2000 году после смены ряда форм собственности предприятие ликвидировано).
15 августа принят в эксплуатацию Корсаковский маяк высотой 14,62 метра, установленный на сопке Заповедной на 99,2 метрах над уровнем моря.

### 1951 год
18 февраля в ходе выборов в Верховный Совет РСФСР III созыва депутатом от Корсаковского избирательного округа № 545 был избран заместитель председателя Сахалинского облисполкома Г. Ф. Скопинов.
В течение весенних месяцев на улице, носившей название Школьная, на участке между Корсаковской и Краснофлотской был разбит сквер Пионерский (сейчас Мемориальный), состоящий из двух секторов общей площадью около 6 тысяч м², разделённых улицей Советской (к этому времени ставшей центральной). По обеим её сторонам в тот же период были высажены деревья). 20 мая по инициативе комсомольской организации железнодорожной станции молодёжь города вышла на комсомольский воскресник по подготовке площадки городского сквера, носившей неофициальное название Горелая площадь (её территория образовалась после расчистки массовых пожаров 1945—1946 года, уничтоживших всю застройку 4 кварталов торгового района Сакаэ-мати. Сначала было расчищено поле (занимавшее более 1,5 га), сделаны дорожки и клумбы, а на следующем из трёх воскресников было посажено более 400 деревьев и кустарников.
В начале июня в Пионерском сквере  был открыт памятник на месте перезахоронения «моряков, павших смертью храбрых при освобождении г. Корсакова от японских империалистов». В 1956 году была произведена его реконструкция, а в 1959-м — полная замена: с тех пор он носит название «Павшим за освобождение Корсакова от японских милитаристов».
16 сентября в Южно-Сахалинске состоялась областная конференция сторонников мира, на которой был избран Сахалинский областной комитет защиты мира. В его состав от Корсакова вошли: заведующая городской поликлиникой Е. Ф. Отке и крановщик-стахановец Корсаковского порта А. И. Захаров.
С 1 ноября наряду с городской газетой «Победа» начала издаваться и районная — под названием «Знамя коммунизма» (последний её номер вышел 21 апреля 1963 года). Редакция и типография располагались в двухэтажном деревянном здании по ул. Советской, на месте которого в 1967 году будет построено кафе «Чудесница».
В декабре в новом одноэтажном деревянном здании на углу улиц Комсомольской и Речной открылась городская баня (затем с 1965 до начала 2010-х в нём размещалась Корсаковская типография; снесено в сентябре 2018 года).

### 1952 год
3 января Горелая площадь получила официальное наименование Комсомольская (ещё несколько лет в народе её называли по-прежнему). Оставалась центральной вплоть до начала 1970-х, когда её функции постепенно перешли к нынешней площади имени В. И. Ленина (название присвоено в 1987 году).
В начале февраля на городском промышленном комбинате пущен в эксплуатацию трикотажный цех, приступивший к выпуску перчаток, носков, свитеров и др.
26 февраля принято решение об открытии вечерней студии начинающих художников (в июне в ней занималось 13 человек, занятия вёл главный архитектор города А.В. Данилов), а 23 октября — детской музыкальной школы (изначально в японском здании на месте магазина «Силуэт» по Советской 35; в 1963—1977 гг. работала в д.45 по Первомайской); 1 октября начал свою деятельность Дом пионеров и школьников (ныне Дом детства и юношества). 27 ноября принято решение об открытии в Корсакове начальной корейской школы на базе 1-го по 4-й классы, выведенных из семилетней корейской школы.

### 1953 год
В феврале открыт универмаг около Комсомольской площади (сейчас д. 7 по ул.Советской).
На ул.Окружной на месте сгоревшего 21 декабря 1951 года японского здания семилетней школы №3 построено новое двухэтажное, однако занятия в нём начались с 1958 года
1 ноября в арендованном помещении переселенческого пункта по ул.Первомайской, 43 открылась семилетняя школа-интернат для глухонемых детей по ул. (в 1955 году переведена в п. Взморье Долинского района, с 1994 года — в Долинске).
Указом Президиума Верховного Совета СССР от 3 ноября 1953 года за выслугу лет и безупречную работу награждены корсаковские педагоги: орденом Ленина — учительница средней школы №1 Ф. А. Фёдорова; орденами «Знак Почёта» — директор семилетней (корейской) школы Ф. В. Ким, учительница начальной школы №5 В. И. Сахарова и учительница семилетней школы №4 А. Г. Седых; медалью «За трудовое отличие» — учительница семилетней (корейской) школы Т. С. Нигай и учительница средней школы №1 Т. П. Окулова. В тот же день в городе пущен в эксплуатацию пивоваренный завод мощностью до 20 тысяч гектолитров в год.

### 1954 год
Указом Президиума Верховного Совета СССР от 18 января за выслугу лет и безупречную работу награждены орденом Ленина работники 
рыбозавода Корсаковского рыбокомбината: директор И. М. Колбасин и начальник цеха Т. Д. Ващенко.
В августе по ул. Флотской д.1 сдано в эксплуатацию одноэтажное здание яслей городского порта (открыто через несколько месяцев; в дальнейшем яслям присвоен №15.
1 сентября в новом двухэтажном здании по ул. Восточной открылась средняя школа №2, в котором та работала до 1977 года).
Указом Президиума Верховного Совета СССР от 6 сентября за выслугу лет и безупречную работу награждены: орденом Трудового Красного Знамени — учительница средней школы №1 Е. В. Власова; орденами «Знак Почёта» — завуч школы №1 Н. И. Любенченко и заведущая начальной школой №2 П. И. Плаксина.
22 октября 1954 года город посетили первый секретарь ЦК КПСС Н. С. Хрущёв, министр торговли СССР А. И. Микоян и министр обороны СССР Н. А. Булганин.
Указом Президиума Верховного Совета СССР от 5 ноября за выслугу лет и безупречную работу награждён орденом Трудового Красного Знамени заведующий Корсаковским горфинотделом П. Ф. Микитас. Указом от 27 декабря за выслугу лет и безупречную работу награждён орденом Ленина мастер Корсаковского рыбокомбината М. К. Хмуров.

### 1955 год
В марте по ул.Советской (сейчас №36) сдан в эксплуатацию начатый в 1951 году первый в городе трёхэтажный жилой дом, изначально построенный для работников порта и в котором также открыт продовольственый магазин. Кроме того по улице Окружной, 104 построено шлакоблочное одноэтажное здание столовой на 50 мест, в котором через несколько лет открылось кафе «Вечернее» (закрыто и снесено в 2000-е).

### 1956 год
В мае на выделенном в 1954 году морскому торговому порту земельном участке открыт стадион «Водник», названный так по имени местной футбольной команды, чьей домашней ареной до сих пор является.
14 сентября в связи с объединением районного и городского Советов в Корсаковский городской Совет депутатов трудящихся прекращено издание городской газеты «Победа» с передачей её функций бывшей районной газете «Знамя коммунизма». За 9 месяцев введено в эксплуатацию более 4 тысяч м² жилой площади, а также ясли по ул.Флотская 62 (ныне магазин ООО «Лира»).
Открыта новая средняя школа №3 на 440 мест по ул.Окружной (на месте сгоревшего 21 декабря 1951 года японского здания школы). Во вторую смену в одном здании со средней школой № 1 по улице Школьной стала работать начальная № 6.
16 ноября в переоборудованном бывшем японском храме по ул. Окружной открылся кинотеатр «Мир»; закрыт в 1972 году). В начале декабре открылась регулярная пригородная линия Корсаков—Озёрск, которая обслуживалась пассажирским катером «Гелиотроп».
30 декабря сдан в эксплуатацию межрейсовый дом моряков по ул.Дачной, 15, строительство которого по проекту архитекторов «Ленморпроекта» началось в июне 1952 года (здание снесено 28 марта 2016 года).

### 1957 год
В феврале на улице Корсаковской открылся ресторан «Волна», новое одноэтажное здание которого было принято в эксплуатацию 18 января (с ноября 1966  — молодёжное кафе «Оазис»), а на улице Дачной 15 — межрейсовый дом моряков (в 1959 году здание передано открывшейся мореходной школе); в марте в нём также начал работу ресторан «Маяк».
Указом от 2 марта награждены: орденами Ленина — директор Корсаковского рыбокомбината Д. К. Сергеев и старшина среднего рыболовного бота «Юпитер» Корсаковского рыбокомбината И. А. Третьяков; орденами Трудового Красного Знамени 1-й секретарь горкома КПСС П. И. Щекочихин, начальник консервного завода Корсаковского рыбокомбината Г. М. Загорулько и др.; орденом «Знак Почёта» — председатель Корсаковского горисполкома А. С. Карякин.
15 апреля сдано в эксплуатацию двухэтажное здание по ул.Краснофлотской 36 (ныне — 16): изначально под жилой дом для 5 семей, затем и до конца 1980-х в нём располагалась детская поликлиника, в 1990-е — СПИД-лаборатория, с начала 2000-х — прокуратура.
С июня транспортно-складская контора Сахалинрыбпрома преобразована в Корсаковский филиал управления рефрижераторного транспортного флота и снабжения (приказ от 17 мая 1957 года № 142). Кроме того, с начала июня выпускалась многотиражная газета «Корсаковский рыбак» — орган парткома, заводского комитета и дирекции Корсаковского рыбокомбината (издание прекратилось в 1959 году). 25 июля введено в эксплуатацию здание ателье мод (по ул. Октябрьской, 5).
10 октября горисполком принял решение о переименовании улиц: Ворошилова — в Дзержинского, Микояна — в Калинина, Стаханова — в адмирала Макарова, а переулка Будённого — в переулок Котовского. В том же месяце утверждён акт по приёмке в эксплуатацию шлакоблочного 11-квартирного жилого дома для в/ч 30960 (по Комсомольской, 6), где в дальнейшем был размещён д/с №5 «Звёздочка» (ныне торговый комплекс «Март»).
По ул.Окружной 118б в японском здании около средней школы №3 начала свою работу школа киномехаников (в 1963 преобразована в ГПТУ №8). 18 сентября 1957 года по Краснофлотской, 101 (ныне — д.29) сдано двухэтажное здание детского сада №1 «Сказка» на 100 мест. В ноябре на первом этаже построенного в этом же году жилого дома №25 по ул.Советской открылись сберкасса и книжный магазин.

### 1958 год
В марте в двухэтажном здании по ул. Первомайской 63г начал работу клуб картонажников на 200 мест, построенный в 1956 году.
С марта образовано самостоятельное хозрасчётное Управление рефрижераторно-транспортного флота и снабжения (в дальнейшем УОР/КБОР).
В мае в новом двухэтажном здании по ул.Гвардейской, 4 открылся магазин салонной торговли с товарами для детей и отделом готового платья (с 1961 года — «Детские товары», в дальнейшем «Ткани» и «Гильдия»).
В начале июля встал на промышленную нагрузку энергопоезд (проектная мощность 4 тысячи КВт), установленный на ул. Комсомольской и служивший главным источником электроснабжения города до подключения того к линиям Сахалинской ГРЭС в феврале 1970 года.
29 сентября на улице Набережной (ныне д. 1 по Железнодорожной) сдано в эксплуатацию двухэтажное здание детсада ДВЖД №83 (в 1999—2014 детсад №3 «Ромашка», ныне — МУП «Водоканал»).
В начале октября в городе вступила в эксплуатацию автоматическая телефонная станция (вторая в области) на 800 номеров. Также в том году по адресу Краснофлотская 45 построено двуххэтажное здание, где до начала 2000-х располагалась районная поликлиника.

### 1959 год
В начале февраля открылась столовая самообслуживания №9 по ул. Гвардейской 13 (ныне ресторан «Рафаэль»), а 27 апреля был утверждён акт приёмки деревянного здания столовой № 4 «Корсаковторга» по улице Первомайской 34 (работала до начала 2000-х). 7 мая решением горисполкома лесной массив площадью 161 га объявлен парковой зоной и начата планировка парка культуры и отдыха площадью 82 га. К работам по его обустройству приступили в ходе субботника 4 июля.
22 июля приказом №72 начальника мореходной школы Николаевска-на-Амуре В. И. Юрова было принято решение о переводе её в Корсаков с переименованием в Корсаковскую. 27 сентября в финальной игре между командами посёлка Сокол и фабрики картонных ящиков определился чемпион области Сахалинской области по футболу — со счётом 1:2 выиграли корсаковцы.

## 1960-е годы

### 1960 год
Указом от 7 марта орденом Ленина награждена бригадир маляров Корсаковского УНР-264 О. Т. Прищеп. В мае, в сквере на Комсомольской площади открылось кафе «Лето».
С 28 июля началось регулярное вещание Южно-Сахалинского телецентра, передачи которого принимались и в Корсакове. Указом от 3 августа  награждены: орденом Ленина — старший крановщик Корсаковского порта В. Ф. Краснянский; орденами Трудового Красного Знамени — работники порта Г. А. Скорейко и В. А. Полывян; орденами «Знак Почёта» — секретарь Корсаковского горкома КПСС Н. П. Сизов и портовики К. А. Архипов и Н. С. Винник.
25 августа решением горисполкома закрыт старый кинотеатр «Моряк» по ул.Гвардейской (вскоре сгорел). Решением горисполкома от 7 сентября часть улицы Вокзальной выделена в Железнодорожную. Осенью закончено строительство 180-метровой лестницы вниз от ул.Флотской, а к 7 ноября в новом двухэтажном здании по ул.Октябрьской открылся ресторан «Корсаков» на 150 мест. Решением горисполкома № 498 от 29 декабря улица Учительская переименована в Невельскую.

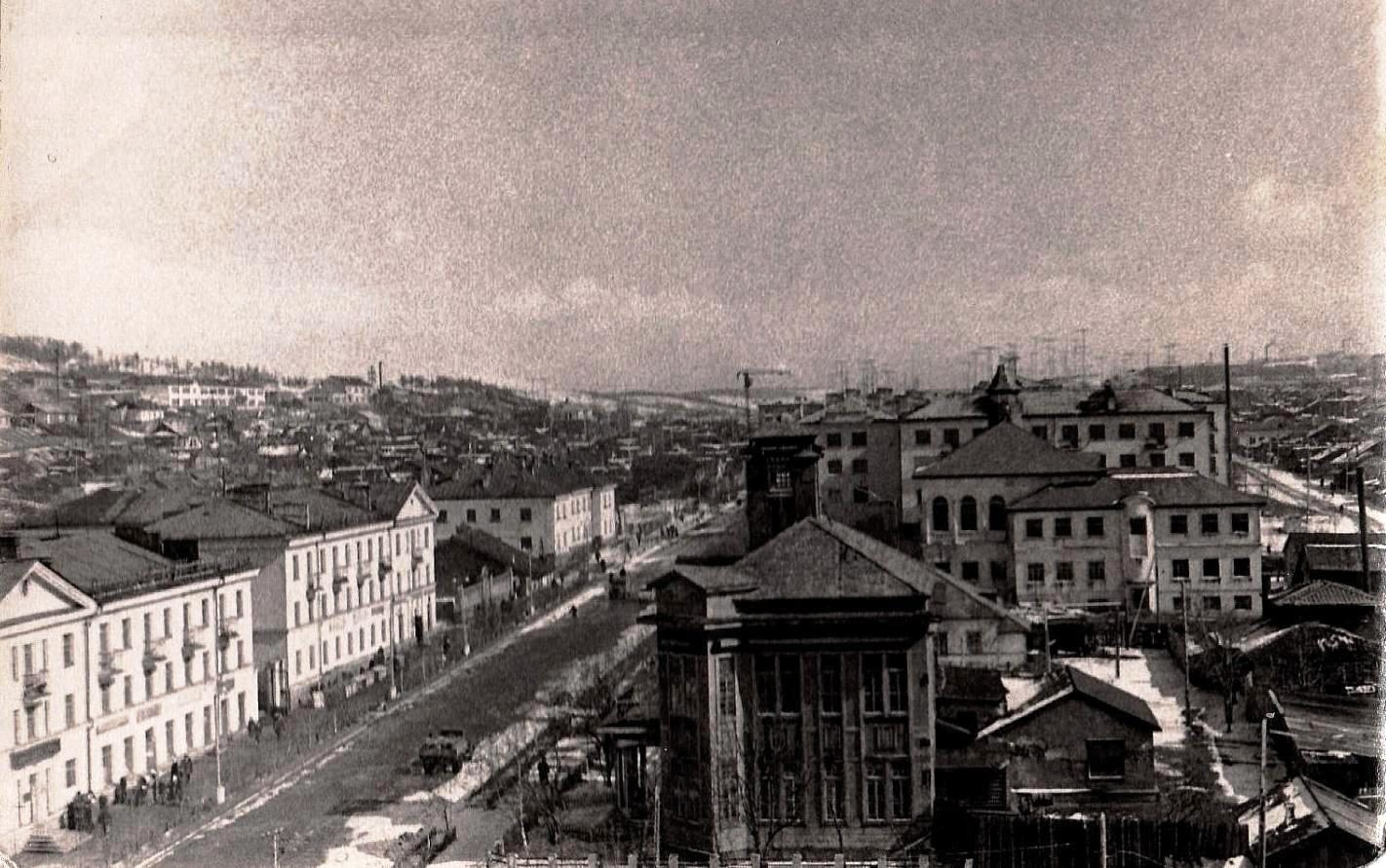
Центр города, 1960 год

### 1961 год
В День советской молодёжи 25 июня открылся Парк культуры и отдыха, на территории которого начали работу построенные годом ранее летний ресторан «Чайка», танцплощадка и летний кинотеатр на 400 мест. Указом от 29 июня награждена орденом «Знак Почёта» работница Корсаковской фабрики картонных ящиков А. Н. Петрова.  13 июля сданы в эксплуатацию два надстроенных этажа для общежития пожарной охраны по ул.Краснофлотской, 22.
К сентябрю восьмилетняя школа №4 с улицы Школьной переведена в бывшее административное здание на 400 мест по ул. Невельской, где изначально располагалась японская женская гимназия, с осени 1945 года военно-морской штаб, а по сентябрь 1956 года — райисполком. 25 сентября на областной партийной конференции делегатом на XXII съезд КПСС с правом совещательного голоса была выбрана врач-хирург Корсаковской городской больницы Зорина З. Д.

### 1962 год
В начале года введены в строй здания галантерейной фабрики по Ушакова 11 и консервного завода. 3 февраля в новом двухэтажном здании по ул.Октябрьской, 20 открылся «Универмаг» рыбкоопа с 4 отделами. 21 апреля главная транспортная магистраль через центр города перенесена с ул.Советской на Краснофлотскую. Построен двухэтажный детский сад по ул.Первомайской 61 для детей работников фабрики гофрированной тары (№7 «Солнышко» (в 1997—2011 гг. в здании работала частная сельскохозяйственная школа «Сингванг»). 30 декабря введено в эксплуатацию здание ныне действующей школы № 1 на 920 учащихся по ул. Краснофлотской 1.

### 1963 год
Горком КПСС переехал в новое двухэтажное здание  (ныне Дом детства и юношества по Корсаковской, 16), а школа киномехаников преобразована в ГПТУ №8. На первом этаже нового дома №58 (30) открылся мебельный магазин «Уют».
13 апреля орденом Трудового Красного Знамени награждена рабочая Корсаковского рыбокомбината Ф. Н. Марченко, а орденом «Знак почёта» — старший слесарь-наладчик В. Е. Афанасюк. 12 июня почётное звание «Заслуженный учитель РСФСР» присвоено заведующей начальной школы №5 В. И. Сахаровой и учительнице восьмилетней школы №6 Е. А. Тимониной. 9 августа награждены орденами Трудового Красного Знамени бригадир портовых рабочих М. Т. Карпов и капитан буксира Корсаковского порта Б. В. Корнилов, а орденом «Знак почёта» — слесарь порта В. С. Конышев. Указом от 21 декабря почётное звание «Заслуженный строитель РСФСР» присвоено бригадиру отделочников стройуправления №408 О. Т. Прищеп.
В августе по ул.Первомайской 40а сдано в эксплуатацию новое двухэтажной здание детсада для детей работников УРФТС (впоследствии – КБОР), известный затем под названием «Чайка» (№22). В декабре в новом двухэтажном доме по ул.Овражной 1 (позже присвоен №18 по Окружной) открыт детский сад-ясли №24 «Рябинка» на 135 мест. 28 декабря введён в эксплуатацию новый кинотеатр «Моряк» на 300 посадочных мест по ул. Октябрьской д.9.

### 1964 год
26 марта введён в эксплуатацию городской банно-прачечный комбинат по улице Октябрьской, 14.
26 сентября в новом здании по улице Краснофлотской (дом №119а, сейчас №35) открылся детский сад «Золотая рыбка» на 125 мест. 25 ноября введено в эксплуатацию 5-этажное здание общежития УРТФС (КБОР) на 440 мест по улице Портовой, 23 (ныне Портовая, 7), а в конце года — здание общежития СУ-408 по ул.Флотской 64, в котором в дальнейшем располагалась аптека №89 горбольницы (снесено в 2000-е).

### 1965 год
15 марта почётное звание «Заслуженный рационализатор РСФСР» присвоено старшему регулировщику закаточных машин Корсаковского рыбокомбината В. Е. Афанасюк. В конце того же месяца на первых этажах новых жилых домов по ул.Советской, 35 (33) и 63 (37) открылись магазин одежды «Силуэт» и гастроном «Спутник».
1 мая 1965 года после двухлетнего перерыва вновь стала издаваться городская газета, с тех пор носящая название «Восход».
5 июня Корсаков и предприятия города посетил космонавт № 4 П. Р. Попович, приезжавший в область на мероприятия в честь 40-летия сахалинского комсомола. Решением горисполкома утверждён акт государственной комиссии на ввод в эксплуатацию общежития мореходной школы на 440 учащихся (Дачная, 15). 29 августа корсаковская команда УРТФС завоевала золотые медали первенства области по футболу.
22 октября введено в эксплуатацию кафе «Дорожное» по ул.Вокзальной. В ночь на 7 ноября в результате пожара было уничтожено японское двухэтажное здание, в котором в советские годы работало главное культурно-массовое учреждение города — Дом офицеров флота.

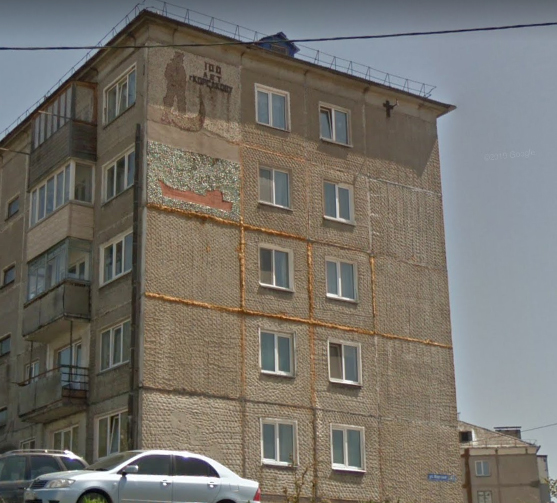
Жилой дом с мозаикой «100 лет г. Корсакову»

### 1966 год
Указами Президиума Верховного Совета РСФСР с 13 июня по 11 августа орденами были награждены 17 работников предприятий и организаций города, в том числе орденами Ленина — начальник Корсаковской геологоразведочной экспедиции В. П. Клюев и пекарь-мастер Корсаковского хлебокомбината Л. Ф. Зайцева, а орденами «Знак почёта» — директор оптово-торговой базы А. Т. Борец, 1-й секретарь Корсаковского горкома КПСС Д. С. Стучебрюков и начальник Корсаковского РСУ облремстройтреста И. А. Чухлиб. В период с 6 сентября по 31 декабря награждено ещё 13 жителей города, в том числе орденами Трудового Красного Знамени учитель средней школы №1 Н. А. Епищев и врач противотуберкулёзного диспансера Е. А. Горлач.
В ноябре в здании бывшего ресторана «Волна» по ул. Корсаковской, 36 (8) открылось молодёжное кафе «Оазис».

### 1967 год
С 1 января УРТФС реорганизовано в Управление океанического рыболовства (УОР). 10 января введено в эксплуатацию здание ныне действующей школы № 4 по ул.Невельской, а 11 января — кафе «Чудесница» по улице Советской. 15 января город посетил председатель Совета Министров СССР А. Н. Косыгин. С 5 мая начала издаваться малотиражная газета УОР «Голос рыбака» (выходившая на протяжении двух лет, а 15 мая швейный цех комбината бытового обслуживания реорганизован в швейную фабрику.
30 июня утверждён акт приёмочной комиссии на ввод в эксплуатацию 88-комнатного общежития ГПТУ-8 по ул.Краснофлотской 19 (ныне д.7). Указом Президиума Верховного Совета РСФСР от 8 августа орденом Ленина награждена член правления городской организации общества «Знание», инструктор горкома КПСС В. С. Рокина, а указом от 4 ноября — начальник уголовного розыска Корсаковского ОВД капитан милиции В. П. Курченков.
1 сентября начал работу промышленно-производственный комбинат, выпускавший чемоданы. 5 октября в одноэтажном здании по ул.Ушакова 1а открыт детский сад №28 санаторного типа для тубинфицированных детей. Также в октябре закончено строительство общежитие КМТП на 231 место по улице Портовой, 21 (ныне дом № 5), в котором до 2014 года работала портовская поликлиника. По итогам соцсоревнования, организованного между городами и посёлками области в честь 50-летия Октябрьской революции, Корсаков был признан победителем.

### 1968 год
В январе подписан акт о приёмке в эксплуатацию комплекса мастерских для ремонта судов УОР. На ул.Октябрьской 34 введено в строй одноэтажное здание кафе-закусочной на 72 посадочных места, в мае переоборудованное в магазин №37 «Дары Корсакова» (ныне аптека). 27 июля на первом этаже нового жилого дома №42 (ныне №12) по ул. Корсаковской начал работу магазин спорткульттоваров «Спартак», интерьеры которого были оформлены по эскизам А. С. Демянчука. В октябре в Комсомольском сквере состоялось открытие стелы в честь 50-летия ВЛКСМ, а в начале ноября — продовольственного магазина «Светлячок» по ул. Гвардейской. В декабре по причине ветхости японского здания (на месте нынешней Школы искусств) «закрылся» располагавшийся в нём с 1952 года Дом пионеров.

### 1969 год
В конце апреля в новом здании по Первомайской 43 открылся продовольственный магазин «Молодёжный». 30 июня в честь столетия городаМинистерство связи СССР выпустило иллюстрированный конверт «100 лет городу Корсакову» (рисунок В. Рыбаковой), а 1 июля строителями треста «Сахалиншахтострой» был сдан 90-квартирный крупнопанельный дом по ул. Флотской с памятной мозаикой на торце. 1 сентября начал работу детский сад «Аленький цветочек». 19 сентября в гостях у моряков-пограничников Корсаковского гарнизона побывал космонавт №15 Е. В. Хрунов, а 5 октября там же гостил космонавт №2 Г. С. Титов. 6 октября вступила в строй новая АТС на 1000 номеров, оснащённая уплотняющей аппаратурой (в результате произошёл переход с трёх- на 4-значные телефонные номера). 28 декабря сдано в эксплуатацию трёхэтажное здание исполкома городского совета депутатов трудящихся по ул.Советской (в нём же размещаются органы местного самоуправления и по сей день).

## 1970-е годы

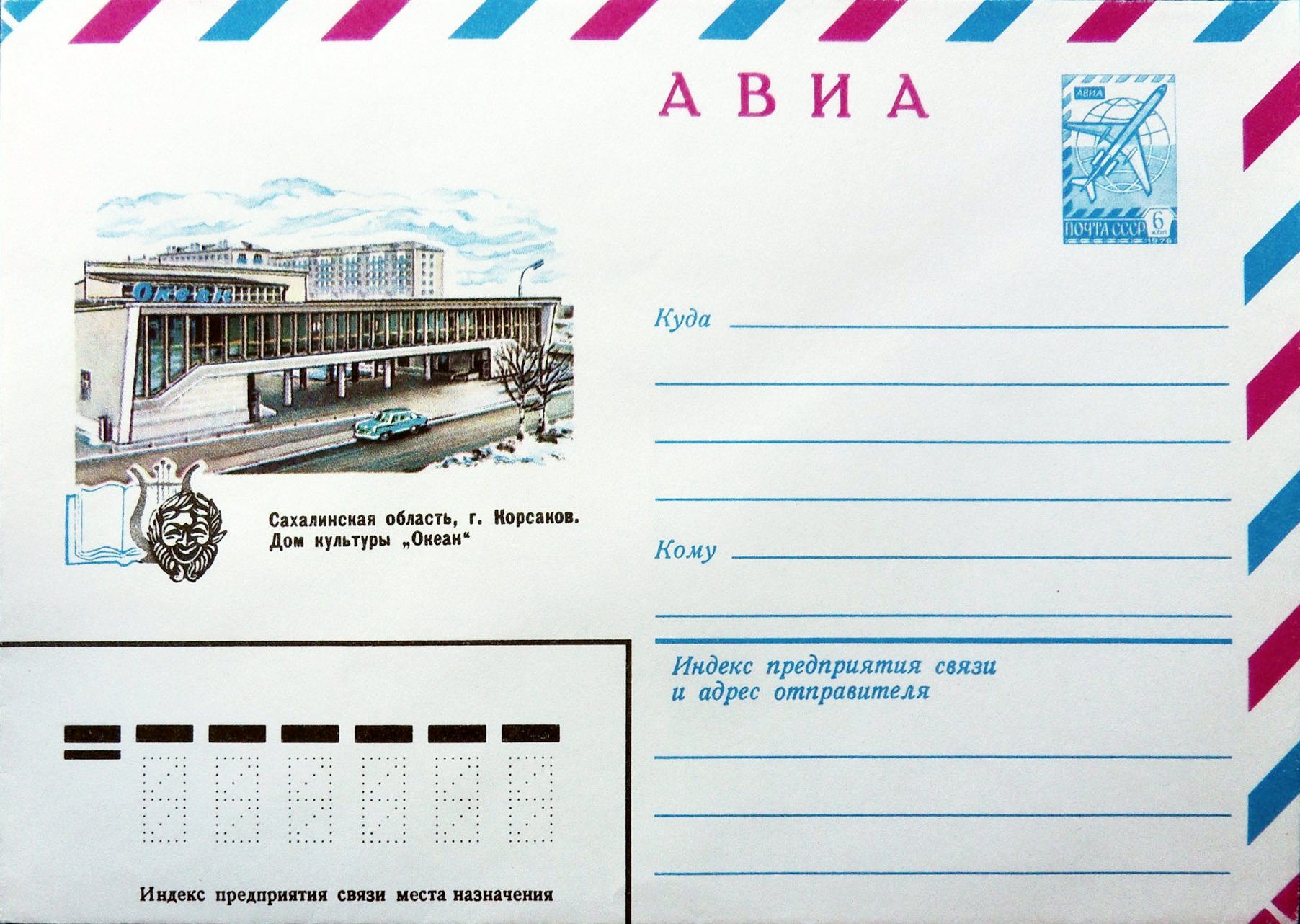
Почтовый конверт с изображением ДК «Океан», построенного в 1971 году

### 1970 год
С февраля город стал получать электронергию от Сахалинской ГРЭС. 20 апреля почётное звание «Заслуженный учитель РСФСР» присвоено заведующей Корсаковским гороно В. Ф. Гавриленко . В конце июля по Советской 23 открылся специализированный магазин «Обувь». В конце декабря закончено строительство двухэтажного здания поликлиники рыбаков по ул.Свердлова, 55.

### 1971 год
10 февраля орденом Трудового Красного Знамени награждён Корсаковский океанический рыболовный флот; орденами Ленина — капитан-директор БМРТ «Тамань» Корсаковского УОР В. И. Бармута (26 апреля) и бригадир докеров Корсаковского порта П. Н. Костюченко (1 мая);  орденами Октябрьской Революции: 1-й секретарь Корсаковского горисполкома Д. С. Стучебрюков, начальник Управления океанического рыболовства Н. К. Мельничук и бригадир судоремонтников УОР А. Н. Крутень (все 26 апреля), машинист сшивальной машины Корсаковской фабрики картонных ящиков Р. Л. Богуш и заведующая магазином №23 Корсаковского торга Т. Н. Вандышева; орденами Трудового Красного Знамени: директор Корсаковской оптово-торговой базы В. С. Мытько, заведующая производством столовой Корсаковского рыбкоопа А. Г. Осипова и водитель автокрана Корсаковской универсальной конторы М. И. Щепанюк; орденом «Знак Почёта» — старший товаровед Корсаковской оптово-торговой базы Р. Л. Шишлянникова.
1 октября сдана в эксплуатацию средняя школа №6 на 964 места (открылась через 3 недели). 14 октября директору городской средней школы №4 Н. М. Кривоконовой присвоено почётное звание «Заслуженный учитель школы РСФСР». 6 ноября открылся Дом культуры «Океан» (возглавила Л. М. Шевченко).

### 1972 год
Введёно в эксплуатацию новое здание железнодорожного вокзала. 10 июня в новом здании по ул. Холмская, 13 (сейчас ул. Федько, д.3) открылся ясли-сад «Колокольчик», 18 августа введён в эксплуатацию широкоформатный кинотеатр «Союз» (первых зрителей принял 30 сентября), а 21 сентября принято решение о закрытии кинотеатр «Мир». 23 октября директору Корсаковского лесхоза Г. Ф. Мальцеву присвоено почётное звание «Заслуженный лесовод РСФСР». В начале декабря по Корсаковской 74 (22) открылся специализированный магазин полуфабрикатов «Кулинария», а 29 декабря введено в эксплуатацию здание комбината бытового обслуживания (Дом быта) по ул. Советской.

### 1973 год
В мае по ул. Невельской открылся детский сад №12 «Теремок» (с 4 марта 2013 работает в новом здании по пер.Мирному)

### 1975 год
29 января в работе собрания комсомольского актива города принял участие космонавт В. В. Лебедев. Он прикрепил к знамени горкома Памятную ленту ЦК ВЛКСМ, побывавшую в космосе. Этой награды комсомольская организация города были удостоена за успехи, достигнутые комсомольцами и молодёжью города и района в определяющем году Девятой пятилетки.
По адресу ул. Флотская 72а открыт детский сад №12 «Ромашка» (с конца 1990-х на ул. Железнодорожной как детсад №3, а 25 декабря 2014 года переехал в новое здание по ул.Нагорной; первочальное снесено 6 декабря 2020 года).

### 1976 год
В 1-м микрорайоне (сейчас Приморский бульвар) открыт детский сад «Кораблик». В начале июня в новое двухэтажное здание по пер. Рейдовому переведён магазин «Культтовары».

### 1977 год
1 января Управление океанического рыболовства реорганизовано в Корсаковскую базу океанического рыболовства (КБОР) (в 2000 году после ряда изменений форм собственности и реорганизаций в 1990-е годы предприятие признано несостоятельным и в 2008 году ликвидировано).
Указом Президиума Верховного Совета СССР от 12 мая Бармуте В. И., капитан-директору БМРТ «Мыс Сенявина» КБОР присвоено звание Героя Социалистического Труда.
1 августа в городе побывал космонавт Г. М. Гречко, где встретился с пионерами, работниками рыбокомбината и воинами военно-морского гарнизона.
1 сентября в новом здании по ул.Советской, 34 (ныне — д.14) открылась детская школа искусств, а на следующий день введёно в эксплуатацию здание ныне действующей средней школы № 2 по ул.Морской.

## 1980-е годы

### 1981 год
Указом от 2 апреля 1981 года звание Героя Социалистического Труда присвоено П. Н. Костюченко, бригадиру комплексной бригады докеров-механизаторов Корсаковского порта

### 1982 год
26 февраля после капитального ремонта введено в эксплуатацию здание родильного отделения Центральной районной больницы. Решением горисполкома от 16 ноября проектируемая улица между южным склоном центральной сопки и ул.Краснофлотской получила название Парковой (включая участок бывшей улицы Школьной, упразднённой этим же постановлением).

### 1983 год
4 октября к 130-летию города открыт историко-краеведческий музей как отдел районного дома культуры «Океан» (в 1993 переехал в отдельное здание по улице Краснофлотской). В новое четырёхэтажное здание по Краснофлотской 51 (17) переведены отделы внутренних дел (милиция), госбезопасности и прокуратура.

### 1987 год
2 марта введены в эксплуатацию центральная котельная (по ул. Толстого, 76), а 30 сентября — здание детского сада № 8 в доме № 5/1 по ул. Зелёной
Решением горисполкома №95 от 13 марта переименованы: улицы Барачная и Болотная — в переулки Мирный и Рейдовый; Весёлый переулок — в улицу Зелёную; улицы 2-я Морская и Почтовая — соответственно в улицы Морскую и П. Ильичёва, а 1-й микрорайон (большей частью) — в Приморский бульвар. Получили отдельные названия: часть улицы Комсомольской (от Строительной до ул. Лермонтова) — улица Артиллерийская; тупиковый участок Комсомольской от новой улицы Артиллерийской до дома № 21-е —  переулок Артиллерийский; улица Пути́нная с литером «А» и с литером «Б» — переулки Рыбацкий и Пограничный соответственно; часть улицы Толстого от Подгорной до Корсаковской — переулок Молодёжный; часть улицы Ушакова с литерной нумерацией «А» и «Б» — переулок Северный; часть улицы Авиационной от Краснофлотской до Флотской — переулок А. П. Чехова; подъездная дорога к судоремзаводу — переулок Корабельный, а площадь на перекрёстке улиц Первомайской, Октябрьской и Портовой — площадь Рыбаков. Упразднены наименования переулков и улиц, ранее «утративших значения транспортных магистралей в связи с реконструкцией и новой застройкой города», в том числе: переулки Госпитальный, Лазо, Приморский, Случайный; улицы Артельная, Нахимова, Пионерская, Приморская, Промысловая, Пушкина, Рубежная, Рыбацкая, Трудовая, Школьная, Сенная, Сибирцева, Чехова.

### 1988 год
Распоряжением горисполкома № 58-р от 30 мая часть улицы Флотской от пересечения её с улицей Невельской решено переименовать в честь героя-пограничника И. С. Федько. Указом от 19 августа звание Героя Социалистического Труда присвоено А. А. Арбузову, капитан-директору БМРТ «Мыс Сенявина» Корсаковской базы океанического рыболовства.

### 1989 год
В феврале 1989 года начато строительство нового здания типографии и редакции по ул. Флотской, завершить которое планировалось в 1992 году (из проблем с финансированием осталось незавершённым).
26 марта жители города впервые приняли участие в выборах на альтернативной основе. По Южно-Сахалинскому территориальному избирательному округу №290 в народные депутаты СССР баллотировалось 2 кандидата: специальный корреспондент областной газеты «Советский Сахалин» В. В. Гулий (избран) и первый секретарь Сахалинского обкома КПСС В. С. Бондарчук.

## Выборы в Советы (1946—1990)
| Дата           | Дата                         | Уровень советского органа власти | Уровень советского органа власти | Уровень советского органа власти | Уровень советского органа власти | Уровень советского органа власти | Уровень советского органа власти                     | Уровень советского органа власти                     |
| Год            | День выборов                 | Верховный Совет СССР             | Верховный Совет СССР             | Верховный Совет СССР             | Верховный Совет РСФСР            | Верховный Совет РСФСР            | Сахалинский областной совет (от округов г.Корсакова) | Сахалинский областной совет (от округов г.Корсакова) |
| Год            | День выборов                 | Название и № округа              | Название и № округа              | Избранные депутаты               | Название и № округа              | Избранные депутаты               | №                                                    | Избранный депутаты                                   |
| -------------- | ---------------------------- | -------------------------------- | -------------------------------- | -------------------------------- | -------------------------------- | -------------------------------- | ---------------------------------------------------- | ---------------------------------------------------- |
|                |                              |                                  |                                  |                                  |                                  |                                  |                                                      |                                                      |
|                |                              | 2-й созыв                        | 2-й созыв                        | 2-й созыв                        | II-й созыв                       | II-й созыв                       | 2-й созыв                                            | 2-й созыв                                            |
| 1946           | 10 февраля                   | СС                               | Совет Союза                      |                                  | II-й созыв                       | II-й созыв                       | 2-й созыв                                            | 2-й созыв                                            |
| 1946           | 10 февраля                   | СН                               | Совет Национальностей            |                                  | II-й созыв                       | II-й созыв                       | 2-й созыв                                            | 2-й созыв                                            |
| 1947           | 9 февраля                    |                                  |                                  |                                  | Южно-Сахалинский №177            | И. И. Байков                     | 2-й созыв                                            | 2-й созыв                                            |
| 1947           | 21 декабря                   |                                  |                                  |                                  |                                  | 58                               | С. Я. Моисеенко                                      |                                                      |
| 1947           | 21 декабря                   | 59                               | К. Я. Загоруйко                  |                                  |                                  |                                  |                                                      |                                                      |
| 1947           | 21 декабря                   | 60                               | К. П. Сизов                      |                                  |                                  |                                  |                                                      |                                                      |
|                |                              |                                  |                                  |                                  |                                  |                                  |                                                      |                                                      |
|                |                              | 3-й созыв                        | 3-й созыв                        | 3-й созыв                        | III-й созыв                      | III-й созыв                      | 3-й созыв                                            | 3-й созыв                                            |
| 1950           | 12 марта                     | СС                               | Южно-Сахалинский №281            | Н. И. Крылов                     | III-й созыв                      | III-й созыв                      | 3-й созыв                                            | 3-й созыв                                            |
| 1950           | 12 марта                     | СН                               | Дальневосточный №25              | Р. Я. Малиновский                | III-й созыв                      | III-й созыв                      | 3-й созыв                                            | 3-й созыв                                            |
| 1950           | 17 декабря                   |                                  |                                  |                                  | III-й созыв                      | III-й созыв                      | 47                                                   | А. И. Бондаренко                                     |
| 1950           | 17 декабря                   | 48                               | С. Я. Моисеенко                  |                                  | III-й созыв                      | III-й созыв                      |                                                      |                                                      |
| 1950           | 17 декабря                   | 49                               | Д. П. Жильцов                    |                                  | III-й созыв                      | III-й созыв                      |                                                      |                                                      |
| 1950           | 17 декабря                   | 50                               | М. А. Сетвина                    |                                  | III-й созыв                      | III-й созыв                      |                                                      |                                                      |
| 1950           | 17 декабря                   | 51                               | Е. Е. Якушина                    |                                  | III-й созыв                      | III-й созыв                      |                                                      |                                                      |
| 1951           | 18 февраля                   | Корсаковский №545                | Г. Ф. Скопинов                   | 4-й созыв                        | 4-й созыв                        |                                  |                                                      |                                                      |
| 1953           | 22 февраля                   |                                  |                                  | 53                               | Н. И. Беляев                     |                                  |                                                      |                                                      |
| 1953           | 22 февраля                   | 55                               | К. В. Снегирёв                   |                                  |                                  |                                  |                                                      |                                                      |
| 1953           | 22 февраля                   | 56                               | М. А. Сетвина                    |                                  |                                  |                                  |                                                      |                                                      |
| 1953           | 22 февраля                   | 57                               | И. У. Балащенко                  |                                  |                                  |                                  |                                                      |                                                      |
| 1953           | 22 февраля                   | 58                               | В. Д. Шишкалова                  |                                  |                                  |                                  |                                                      |                                                      |
|                |                              |                                  |                                  |                                  |                                  |                                  |                                                      |                                                      |
|                |                              | 4-й созыв                        | 4-й созыв                        | 4-й созыв                        | IV-й созыв                       | IV-й созыв                       | 5—6-й созывы                                         | 5—6-й созывы                                         |
| 1954           | 14 марта                     | СС                               | Южно-Сахалинский №289            | Н. И. Крылов                     | IV-й созыв                       | IV-й созыв                       | 5—6-й созывы                                         | 5—6-й созывы                                         |
| 1954           | 14 марта                     | СН                               | Дальневосточный №25              | Р. Я. Малиновский                | IV-й созыв                       | IV-й созыв                       | 5—6-й созывы                                         | 5—6-й созывы                                         |
| 1955           | 27 февраля                   |                                  |                                  |                                  | Корсаковский №560                | К. П. Шестак                     | 59                                                   | Н. И. Беляев                                         |
| 1955           | 27 февраля                   | 60                               | М. А. Сетвина                    |                                  | Корсаковский №560                | К. П. Шестак                     |                                                      |                                                      |
| 1955           | 27 февраля                   | 61                               | Т. Б. Гуженко                    |                                  | Корсаковский №560                | К. П. Шестак                     |                                                      |                                                      |
| 1955           | 27 февраля                   | 63                               | В. Д. Шишкалова                  |                                  | Корсаковский №560                | К. П. Шестак                     |                                                      |                                                      |
| 1955           | 27 февраля                   | 64                               | Л. В. Князев                     |                                  | Корсаковский №560                | К. П. Шестак                     |                                                      |                                                      |
| 1957           | 3 марта                      |                                  |                                  | 60                               | Е. П. Рябкова                    |                                  |                                                      |                                                      |
| 1957           | 3 марта                      | 61                               | П. М. Гончар                     |                                  |                                  |                                  |                                                      |                                                      |
| 1957           | 3 марта                      | 62                               | Н. И. Беляев                     |                                  |                                  |                                  |                                                      |                                                      |
| 1957           | 3 марта                      | 63                               | С. В. Блинов                     |                                  |                                  |                                  |                                                      |                                                      |
| 1957           | 3 марта                      | 64                               | Д. М. Кузнецов                   |                                  |                                  |                                  |                                                      |                                                      |
| 1957           | 3 марта                      | 65                               | Л. В. Князев                     |                                  |                                  |                                  |                                                      |                                                      |
|                |                              |                                  |                                  |                                  |                                  |                                  |                                                      |                                                      |
|                |                              | 5-й созыв                        | 5-й созыв                        | 5-й созыв                        | V-й созыв                        | V-й созыв                        | 7—8-й созывы                                         | 7—8-й созывы                                         |
| 1958           | 16 марта                     | СС                               | Южно-Сахалинский №296            | Е. Д. Подпругина                 | V-й созыв                        | V-й созыв                        | 7—8-й созывы                                         | 7—8-й созывы                                         |
| 1958           | 16 марта                     | СН                               | Дальневосточный №25              | В. А. Пеньковский                | V-й созыв                        | V-й созыв                        | 7—8-й созывы                                         | 7—8-й созывы                                         |
| 1959           | 1 марта                      |                                  |                                  |                                  | Корсаковский №585                | В. В. Лобанов                    | 53                                                   | В. Ф. Краснянский                                    |
| 1959           | 1 марта                      | 54                               | А. Д. Голуб                      |                                  | Корсаковский №585                | В. В. Лобанов                    |                                                      |                                                      |
| 1959           | 1 марта                      | 55                               | П. А. Денисова                   |                                  | Корсаковский №585                | В. В. Лобанов                    |                                                      |                                                      |
| 1959           | 1 марта                      | 56                               | О. Т. Прищеп                     |                                  | Корсаковский №585                | В. В. Лобанов                    |                                                      |                                                      |
| 1959           | 1 марта                      | 57                               | Н. И. Беляев                     |                                  | Корсаковский №585                | В. В. Лобанов                    |                                                      |                                                      |
| 1961           | 5 марта                      |                                  |                                  | 54                               | В. Ф. Краснянский                |                                  |                                                      |                                                      |
| 1961           | 5 марта                      | 55                               | Л. И. Кузик                      |                                  |                                  |                                  |                                                      |                                                      |
| 1961           | 5 марта                      | 56                               | А. В. Лабуздко                   |                                  |                                  |                                  |                                                      |                                                      |
| 1961           | 5 марта                      | 57                               | Е. Д. Елисеева                   |                                  |                                  |                                  |                                                      |                                                      |
| 1961           | 5 марта                      | 58                               | В. Е. Афанасюк                   |                                  |                                  |                                  |                                                      |                                                      |
|                |                              |                                  |                                  |                                  |                                  |                                  |                                                      |                                                      |
|                |                              | 6-й созыв                        | 6-й созыв                        | 6-й созыв                        | VI-й созыв                       | VI-й созыв                       | 9—10-й созывы                                        | 9—10-й созывы                                        |
| 1962           | 18 марта                     | СС                               | Южно-Сахалинский №316            | К. П. Копыльченко                | VI-й созыв                       | VI-й созыв                       | 9—10-й созывы                                        | 9—10-й созывы                                        |
| 1962           | 18 марта                     | СН                               | Дальневосточный №6               | Я. Г. Крейзер                    | VI-й созыв                       | VI-й созыв                       | 9—10-й созывы                                        | 9—10-й созывы                                        |
| 1963           | 3 марта                      |                                  |                                  |                                  | Корсаковский №629                | З. А. Калинина                   | 52                                                   | Л. Г. Главный                                        |
| 1963           | 3 марта                      | 53                               | А. И. Семёнов                    |                                  | Корсаковский №629                | З. А. Калинина                   |                                                      |                                                      |
| 1963           | 3 марта                      | 54                               | В. И. Сахарова                   |                                  | Корсаковский №629                | З. А. Калинина                   |                                                      |                                                      |
| 1963           | 3 марта                      | 55                               | О. Т. Прищеп                     |                                  | Корсаковский №629                | З. А. Калинина                   |                                                      |                                                      |
| 1963           | 3 марта                      | 56                               | Ю. А. Стрельцов                  |                                  | Корсаковский №629                | З. А. Калинина                   |                                                      |                                                      |
| 1965           | 14 марта                     |                                  |                                  | 37                               | Ф. Н. Трифонова                  |                                  |                                                      |                                                      |
| 1965           | 14 марта                     | 38                               | Н. В. Гридяев                    |                                  |                                  |                                  |                                                      |                                                      |
| 1965           | 14 марта                     | 39                               | Г. Л. Гордиенко                  |                                  |                                  |                                  |                                                      |                                                      |
| 1965           | 14 марта                     | 40                               | Г. Н. Летягин                    |                                  |                                  |                                  |                                                      |                                                      |
| 1965           | 14 марта                     | 41                               | З. П. Арсентьева                 |                                  |                                  |                                  |                                                      |                                                      |
|                |                              |                                  |                                  |                                  |                                  |                                  |                                                      |                                                      |
|                |                              | 7-й созыв                        | 7-й созыв                        | 7-й созыв                        | VII-й созыв                      | VII-й созыв                      | 11—12-й созывы                                       | 11—12-й созывы                                       |
| 1966           | 14 июня                      | СС                               | Южно-Сахалинский №302            | В. Ф. Соловьёв                   | VII-й созыв                      | VII-й созыв                      | 11—12-й созывы                                       | 11—12-й созывы                                       |
| 1966           | 14 июня                      | СН                               | Дальневосточный №8               | И. Г. Павловский                 | VII-й созыв                      | VII-й созыв                      | 11—12-й созывы                                       | 11—12-й созывы                                       |
| 1967           | 12 марта                     |                                  |                                  |                                  | Корсаковский №632                | З. А. Волкова                    | 53                                                   | В. И. Рытов                                          |
| 1967           | 12 марта                     | 54                               | Т. В. Буглак                     |                                  | Корсаковский №632                | З. А. Волкова                    |                                                      |                                                      |
| 1967           | 12 марта                     | 55                               | Н. В. Гридяев                    |                                  | Корсаковский №632                | З. А. Волкова                    |                                                      |                                                      |
| 1967           | 12 марта                     | 56                               | Г. Л. Гордиенко                  |                                  | Корсаковский №632                | З. А. Волкова                    |                                                      |                                                      |
| 1967           | 12 марта                     | 57                               | Ф. Н. Трифонова                  |                                  | Корсаковский №632                | З. А. Волкова                    |                                                      |                                                      |
| 1967           | 12 марта                     | 58                               | Т. П. Селявский                  |                                  | Корсаковский №632                | З. А. Волкова                    |                                                      |                                                      |
| 1969           | 16 марта                     |                                  |                                  | 55                               | Г. И. Суколенко                  |                                  |                                                      |                                                      |
| 1969           | 16 марта                     | 56                               | З. В. Калинина                   |                                  |                                  |                                  |                                                      |                                                      |
| 1969           | 16 марта                     | 57                               | Н. В. Сысоева                    |                                  |                                  |                                  |                                                      |                                                      |
| 1969           | 16 марта                     | 58                               | Т. П. Селявский                  |                                  |                                  |                                  |                                                      |                                                      |
| 1969           | 16 марта                     | 59                               | М. З. Нагибина                   |                                  |                                  |                                  |                                                      |                                                      |
|                |                              |                                  |                                  |                                  |                                  |                                  |                                                      |                                                      |
|                |                              | 8-й созыв                        | 8-й созыв                        | 8-й созыв                        | VIII-й созыв                     | VIII-й созыв                     | 13—14-й созывы                                       | 13—14-й созывы                                       |
| 1970           | 14 июня                      | СС                               | Южно-Сахалинский №302            | М. А. Титяков                    | VIII-й созыв                     | VIII-й созыв                     | 13—14-й созывы                                       | 13—14-й созывы                                       |
| 1970           | 14 июня                      | СН                               | Дальневосточный №8               | В. Ф. Толубко                    | VIII-й созыв                     | VIII-й созыв                     | 13—14-й созывы                                       | 13—14-й созывы                                       |
| 1971           | 13 июня                      |                                  |                                  |                                  | Корсаковский №639                | В. И. Шорохова                   | 56                                                   | В. М. Кухоренко                                      |
| 1971           | 13 июня                      | 57                               | В. Н. Тарасов                    |                                  | Корсаковский №639                | В. И. Шорохова                   |                                                      |                                                      |
| 1971           | 13 июня                      | 58                               | Н. В. Сысоева                    |                                  | Корсаковский №639                | В. И. Шорохова                   |                                                      |                                                      |
| 1971           | 13 июня                      | 59                               | Т. М. Кудышкина                  |                                  | Корсаковский №639                | В. И. Шорохова                   |                                                      |                                                      |
| 1973           | 17 июня                      |                                  |                                  | 57                               | В. М. Кухоренко                  |                                  |                                                      |                                                      |
| 1973           | 17 июня                      | 58                               | А. А. Арбузов >>                 |                                  |                                  |                                  |                                                      |                                                      |
| 1973           | 17 июня                      | 59                               | Н. В. Сысоева                    |                                  |                                  |                                  |                                                      |                                                      |
| 1973           | 17 июня                      | 60                               | Т. М. Кудышкина                  |                                  |                                  |                                  |                                                      |                                                      |
|                |                              |                                  |                                  |                                  |                                  |                                  |                                                      |                                                      |
|                |                              | 9-й созыв                        | 9-й созыв                        | 9-й созыв                        | IX-й созыв                       | IX-й созыв                       | 15—16-й созывы                                       | 15—16-й созывы                                       |
| 1974           | 16 июня                      | СС                               | Южно-Сахалинский №302            | М. А. Титяков                    | IX-й созыв                       | IX-й созыв                       | 15—16-й созывы                                       | 15—16-й созывы                                       |
| 1974           | 16 июня                      | СН                               | Дальневосточный №2               | В. И. Петров                     | IX-й созыв                       | IX-й созыв                       | 15—16-й созывы                                       | 15—16-й созывы                                       |
| 1975           | 15 июня                      |                                  |                                  |                                  | Корсаковский №648                | Н. И. Никитин                    | 57                                                   | А. К. Шеенко                                         |
| 1975           | 15 июня                      | 58                               | А. А. Арбузов >>                 |                                  | Корсаковский №648                | Н. И. Никитин                    |                                                      |                                                      |
| 1975           | 15 июня                      | 59                               | Татьяна Лю                       |                                  | Корсаковский №648                | Н. И. Никитин                    |                                                      |                                                      |
| 1975           | 15 июня                      | 60                               | Т. М. Кудышкина                  |                                  | Корсаковский №648                | Н. И. Никитин                    |                                                      |                                                      |
| 1977           | 19 июня                      |                                  |                                  | 67                               | А. К. Шеенко                     |                                  |                                                      |                                                      |
| 1977           | 19 июня                      | 68                               | Н. В. Ледяева                    |                                  |                                  |                                  |                                                      |                                                      |
| 1977           | 19 июня                      | 69                               | Т. П. Селявский                  |                                  |                                  |                                  |                                                      |                                                      |
| 1977           | 19 июня                      | 70                               | Татьяна Лю                       |                                  |                                  |                                  |                                                      |                                                      |
| 1977           | 19 июня                      | 71                               | С. К. Булатова                   |                                  |                                  |                                  |                                                      |                                                      |
| 1977           | 19 июня                      | 72                               | В. И. Бармута >>                 |                                  |                                  |                                  |                                                      |                                                      |
|                |                              |                                  |                                  |                                  |                                  |                                  |                                                      |                                                      |
|                |                              | 10-й созыв                       | 10-й созыв                       | 10-й созыв                       | X-й созыв                        | X-й созыв                        | 17—18-й созывы                                       | 17—18-й созывы                                       |
| 1979           | 4 марта                      | СС                               | Южно-Сахалинский №291            | П. И. Третьяков                  | X-й созыв                        | X-й созыв                        | 17—18-й созывы                                       | 17—18-й созывы                                       |
| 1979           | 4 марта                      | СН                               | Дальневосточный №8               | И. М. Третьяк                    | X-й созыв                        | X-й созыв                        | 17—18-й созывы                                       | 17—18-й созывы                                       |
| 1980           | 24 февраля                   |                                  |                                  |                                  | Корсаковский №697                | Г. А. Ласков                     | 83                                                   | А. К. Шеенко                                         |
| 1980           | 24 февраля                   | 84                               | Г. К. Поляков                    |                                  | Корсаковский №697                | Г. А. Ласков                     |                                                      |                                                      |
| 1980           | 24 февраля                   | 85                               | В. И. Парамошкин >>              |                                  | Корсаковский №697                | Г. А. Ласков                     |                                                      |                                                      |
| 1980           | 24 февраля                   | 86                               | А. И. Потехин                    |                                  | Корсаковский №697                | Г. А. Ласков                     |                                                      |                                                      |
| 1980           | 24 февраля                   | 87                               | Н. В. Ледяева                    |                                  | Корсаковский №697                | Г. А. Ласков                     |                                                      |                                                      |
| 1980           | 24 февраля                   | 88                               | Татьяна Лю                       |                                  | Корсаковский №697                | Г. А. Ласков                     |                                                      |                                                      |
| 1980           | 24 февраля                   | 89                               | С. К. Булатова                   |                                  | Корсаковский №697                | Г. А. Ласков                     |                                                      |                                                      |
| 1982           | 20 июня                      |                                  |                                  | 83                               | А. К. Шеенко                     |                                  |                                                      |                                                      |
| 1982           | 20 июня                      | 84                               | А. В. Федоренко                  |                                  |                                  |                                  |                                                      |                                                      |
| 1982           | 20 июня                      | 85                               | Ф. Ф. Хрусталёв                  |                                  |                                  |                                  |                                                      |                                                      |
| 1982           | 20 июня                      | 86                               | А. И. Потехин                    |                                  |                                  |                                  |                                                      |                                                      |
| 1982           | 20 июня                      | 87                               | Н. И. Калмыкова                  |                                  |                                  |                                  |                                                      |                                                      |
| 1982           | 20 июня                      | 88                               | С. М. Елисеева                   |                                  |                                  |                                  |                                                      |                                                      |
| 1982           | 20 июня                      | 89                               | С. К. Булатова                   |                                  |                                  |                                  |                                                      |                                                      |
|                |                              |                                  |                                  |                                  |                                  |                                  |                                                      |                                                      |
|                |                              | 11-й созыв                       | 11-й созыв                       | 11-й созыв                       | XI созыв                         | XI созыв                         | 19—20-й созывы                                       | 19—20-й созывы                                       |
| 1984           | 4 марта                      | СС                               | Южно-Сахалинский №290            | П. Н. Костюченко                 | XI созыв                         | XI созыв                         | 19—20-й созывы                                       | 19—20-й созывы                                       |
| 1984           | 4 марта                      | СН                               | Дальневосточный №8               | И. М. Третьяк                    | XI созыв                         | XI созыв                         | 19—20-й созывы                                       | 19—20-й созывы                                       |
| 1985           | 24 февраля                   |                                  |                                  |                                  | Корсаковский №695                | Н. И. Котляр                     | 82                                                   | А. К. Шеенко                                         |
| 1985           | 24 февраля                   | 83                               | В. П. Мещеряков                  |                                  | Корсаковский №695                | Н. И. Котляр                     |                                                      |                                                      |
| 1985           | 24 февраля                   | 84                               | Ф. Ф. Хрусталёв                  |                                  | Корсаковский №695                | Н. И. Котляр                     |                                                      |                                                      |
| 1985           | 24 февраля                   | 85                               | А. И. Потехин                    |                                  | Корсаковский №695                | Н. И. Котляр                     |                                                      |                                                      |
| 1985           | 24 февраля                   | 86                               | Н. И. Калмыкова                  |                                  | Корсаковский №695                | Н. И. Котляр                     |                                                      |                                                      |
| 1985           | 24 февраля                   | 87                               | В. В. Негрей                     |                                  | Корсаковский №695                | Н. И. Котляр                     |                                                      |                                                      |
| 1985           | 24 февраля                   | 88                               | С. К. Булатова                   |                                  | Корсаковский №695                | Н. И. Котляр                     |                                                      |                                                      |
| 1985           | 24 февраля                   | 89                               | О. В. Дёмин                      |                                  | Корсаковский №695                | Н. И. Котляр                     |                                                      |                                                      |
| 1985           | 24 февраля                   | 90                               | И. Г. Шевченко                   |                                  | Корсаковский №695                | Н. И. Котляр                     |                                                      |                                                      |
| 1987           | 21 июня                      |                                  |                                  | 82                               | А. К. Шеенко                     |                                  |                                                      |                                                      |
| 1987           | 21 июня                      | 83                               | С. К. Кубиев                     |                                  |                                  |                                  |                                                      |                                                      |
| 1987           | 21 июня                      | 84                               | О. В. Дёмин                      |                                  |                                  |                                  |                                                      |                                                      |
| 1987           | 21 июня                      | 85                               | А. И. Потехин                    |                                  |                                  |                                  |                                                      |                                                      |
| 1987           | 21 июня                      | 86                               | Н. И. Калмыкова                  |                                  |                                  |                                  |                                                      |                                                      |
| 1987           | 21 июня                      | 87                               | В. В. Ляпина                     |                                  |                                  |                                  |                                                      |                                                      |
| 1987           | 21 июня                      | 88                               | С. К. Булатова                   |                                  |                                  |                                  |                                                      |                                                      |
| 1987           | 21 июня                      | 89                               | В. В. Семеноженко                |                                  |                                  |                                  |                                                      |                                                      |
| 1987           | 21 июня                      | 90                               | С. А. Потеряева                  |                                  |                                  |                                  |                                                      |                                                      |
|                |                              |                                  |                                  |                                  |                                  |                                  |                                                      |                                                      |
| Альтернативные | Альтернативные               | Выборы народные депутатов СССР   | Выборы народные депутатов СССР   | Выборы народные депутатов СССР   | Выборы народных депутатов РСФСР  | Выборы народных депутатов РСФСР  | Областной совет 21 созыва                            | Областной совет 21 созыва                            |
| 1989           | 26 марта                     | Южно-Сахалинский №290            | Южно-Сахалинский №290            | В. В. Гулий                      |                                  |                                  |                                                      |                                                      |
| 1990           | 4 и 18 марта 22 апреля 6 мая |                                  |                                  |                                  | Корсаковский №649                | В. А. Тимофеев                   | 65                                                   | А. А. Замощ                                          |
| 1990           | 4 и 18 марта 22 апреля 6 мая | 66                               | В. М. Болдырев                   |                                  | Корсаковский №649                | В. А. Тимофеев                   |                                                      |                                                      |
| 1990           | 4 и 18 марта 22 апреля 6 мая | 67                               | Г. В. Ковалёва                   |                                  | Корсаковский №649                | В. А. Тимофеев                   |                                                      |                                                      |
| 1990           | 4 и 18 марта 22 апреля 6 мая | 68                               | Н. Н. Степанюк                   |                                  | Корсаковский №649                | В. А. Тимофеев                   |                                                      |                                                      |
| 1990           | 4 и 18 марта 22 апреля 6 мая | 69                               | В. Г. Ким                        |                                  | Корсаковский №649                | В. А. Тимофеев                   |                                                      |                                                      |
| 1990           | 4 и 18 марта 22 апреля 6 мая | 70                               | Г. А. Зливко                     |                                  | Корсаковский №649                | В. А. Тимофеев                   |                                                      |                                                      |
| 1990           | 4 и 18 марта 22 апреля 6 мая | 71                               | И. П. Михальченко                |                                  | Корсаковский №649                | В. А. Тимофеев                   |                                                      |                                                      |
|                |                              |                                  |                                  |                                  |                                  |                                  |                                                      |                                                      |

## 1990-е годы

### 1990 год
4 марта впервые на альтернативной основе прошли выборы в Верховный Совет РСФСР XI созыва (а также в местные советы). По Корсаковскому территориальному округу №649 в «первом туре» участвовало 12 кандидатов. 18 марта по результатам повторного голосования народным депутатом РСФСР, набрав 50,62% голосов, был избран В. А. Тимофеев. 6 июля тиражом 1000 экземпляров вышел первый номер газеты «Рыбак Корсакова».
22 августа в ходе трёхдневной поездки в Сахалинскую область в Корсакове побывал президент РСФСР Б. Н. Ельцин, где встретился с работниками морского торгового порта, сыроваренного завода, беседовал с жителями города.

### 1991 год
Во время пребывания 2—4 июля 1991 года в Корсаковском районе официальной делегации из город Вакканай во главе с мэром Кадзуо Цуруга (яп. 久春古丹) был подписан договор о побратимстве. 22 сентября основано рыбоперерабатывающее предприятие «Ирис-1» холдинга «Пиленга Годо».

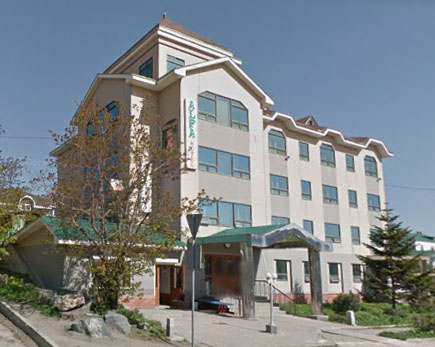
Гостиница «Альфа»

### 1992 год
В феврале на улице Окружной открыт детский сад «Золотой петушок». 29 мая на ул. Портовая 62 (ныне дом № 24) сдан в эксплуатацию двухэтажный водно-оздоровительный комплекс «Дельфин».

### 1993 год
В октябре 1993 года в день празднования 140-летия города в Комсомольском сквере был установлен бронзовый бюст генерал-губернатора Восточной Сибири Михаила Корсакова (автор — Чеботарёв В. Н.).

### 1995 год
28 апреля 1995 года — полвека спустя — возобновлено регулярное паромное сообщение Корсаков—Вакканай

### 1996 год
25 июня создано предприятие по выпуску морепродуктов «Персей». 27 октября в районе центральной площади торжественно открыт памятный знак  «Корсаков — 300-летию Российского флота, 1996 год», выполненный в виде якоря (по проекту городского архитектора М. Славы).
16 ноября в порту загорелся и затонул БМРТ «Мыс Лазарева».

### 1997 год
24 февраля в двухэтажном частном доме по Краснофлотской 21, принадлежащем главе корпорации «Сахинтерцвагос» Сергею Ким, открылся магазин «Биг Стар», а 18 июня по Краснофлотской 31 введено к эксплуатацию здание гостиницы, получившей название «Альфа».
25 декабря по Портовой 10 отрыт кафе «Лотос» морского торгового порта.

### 1999 год
В мае введён в эксплуатацию торговый комплекс «Пять углов» по ул.Октябрьской, 15. 30 сентября утверждено положение о звании «Почётный гражданин города Корсакова», а 29 декабря открыто новое, пятиэтажное здание центральной районной больницы по улице Федько 2, строительство которого было запланировано в 1989 году, а начато в 1995 году (неоднократно прерывалось из-за отсутствия финансирования).

## Период с 2000 года
16 сентября 2001 года в честь десятилетия побратимских связей городов Корсаков и Вакканай часть сквера «Комсомольский» стала называться «Вакканай» и там установлен памятный знак.
27 февраля 2002 года решением районного собрания утверждён герб Корсакова (автор — художник М. Р. Файзрахманов). 11 декабря в реконструированном здании парикмахерской по Октябрьской 13 открыт филиал магазина промтоваров «Орбита».
В 2003 году началось строительство комплекса «Пригородное». В 2009 году был запущен в эксплуатацию и вышел на проектную мощность.
3 ноября 2007 года на Приморском бульваре, на так называемой горе Грусти (кор. 망향의) открыт «Мемориал Памяти сахалинским корейцам, жертвам японского милитаризма».
30 декабря 2008 года в новом 3-этажной здании, построенном за 2 года по ул. Краснофлотской, открыта районная поликлиника
26 марта 2009 года открыто 3-этажное здание таможенного поста города Корсакова (строилось с 1993 года).
31 августа 2010 года подписано соглашение о дружбе и взаимовыгодном сотрудничестве с южнокорейским городом Самчхок (Самчэк).
В 2010 году начата реконструкция футбольного стадиона «Водник». В 2013 году реконструкция завершилась.
В 2011 году начальная школа №7 была переквалифицирована в детский сад  «Солнышко».
В сентябре 2012 года начата реконструкция центральной площади. За год её облицевали цветной плиткой с орнаментом «Роза ветров», а в центре установлен фонтан (вопрос о возведении городского фонтана неоднократно поднимался ещё в начале 1950-х), а памятник В. И. Ленину от здания администрации перенесли к проходу напротив ДК «Океан»; также установлено 4 декоративных камня с табличками, «отражающими знаменательные события истории портового города». Презентация завершённых по плану работ состоялась 15 сентября 2013 года — в день празднования 160-летнего юбилея Корсакова.
20 июля 2013 года в Комсомольском сквере открыт памятник адмиралу Невельскому (скульптор А. С. Чаркин).
1 июня 2014 года прекратила медицинскую деятельность портовская поликлиника. 29 декабря 2014 года открыт спортивно-оздоровительный комплекс «Флагман», построенный на месте стадиона около средней школы № 4.
6 декабря 2017 года состоялось официальное открытие военного комиссариата (до этого работал по ул. Окружной, в здании построенном в 1963 и снесённом 15 ноября 2020 года) в переоборудованном 2-этажном здании по Портовой, где прежде располагалась транспортная полиция, а ранее в советский период — кафе «Берёзка» и ресторан «Весна».
13 августа 2020 года сдано в эксплуатацию новое здание средней школы №3, рассчитанное на 330 учащихся. Ранее, 27 января ей было присвоено почётное наименование — имени Героя Советского Союза А. А. Булгакова, а 9 декабря 2022 года во дворе школы открыт его бюст.
2 июня 2021 года в свой первый регулярный рейс на морской линии Корсаков—Курильск отправился новый пассажирский теплоход «Адмирал Невельской». 19 июля напротив гостиницы «Альфа» открылся сквер имени В. С. Ощепкова и установлен постамент с его бюстом (по инициативе старшеклассников школы №3).
16 июля 2024 года на окраине города за улицей Толстого начато строительство нового жилого комплекса «Сердце Сахалина». В новом микрорайоне планируются построить высотки от 9 до 18 этажей, детские сады, 2 школы, многоуровневые парковки и детские площадки.